# 訃報 2018年6月
訃報 2018年6月（ふほう 2018ねん6がつ）では、2018年6月に物故した、又は物故が報じられた人物についてまとめる。

## (1日 - 15日)

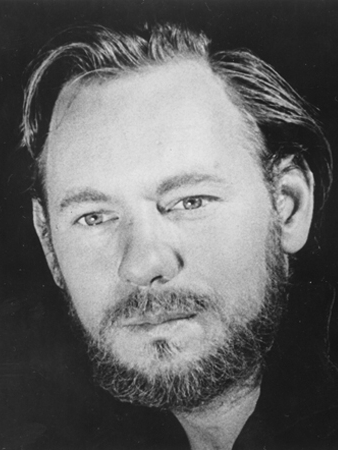
ウィリアム・ピップス／6月1日没

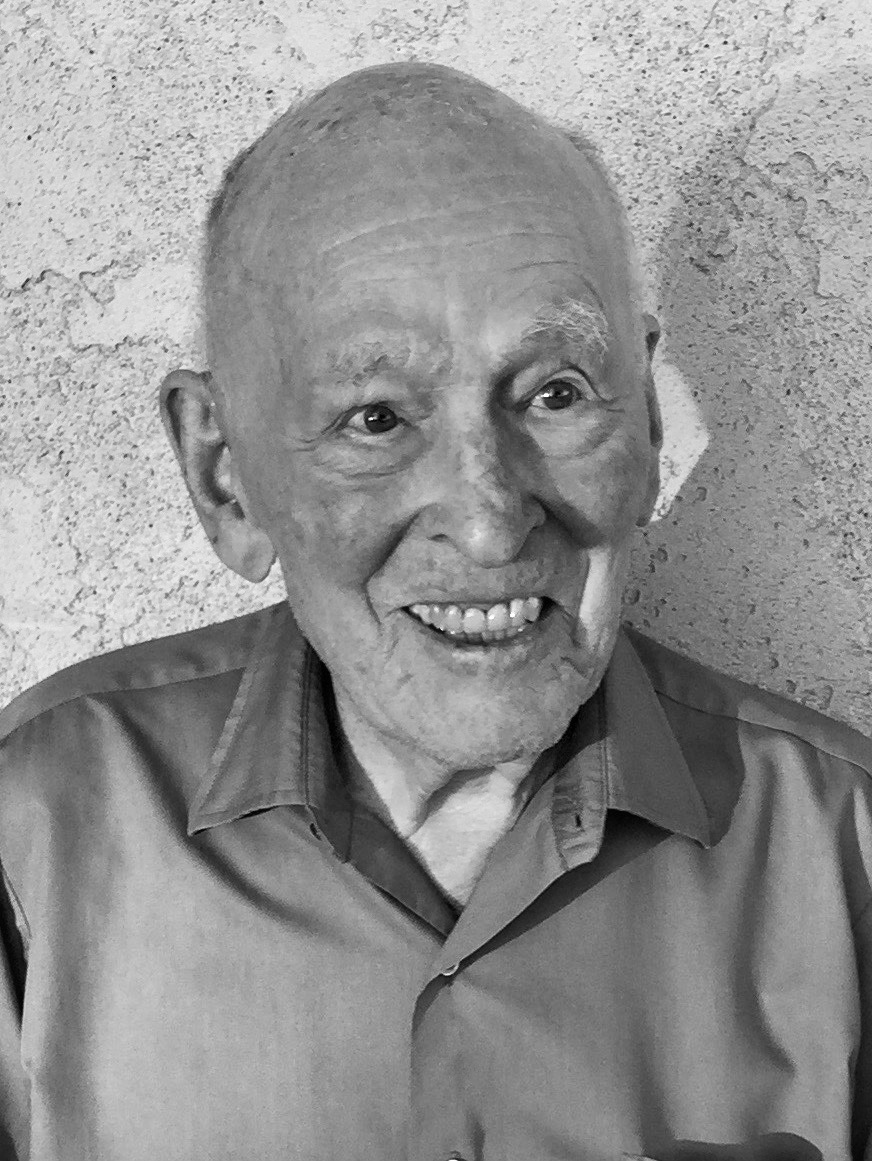
ポール・ボイヤー／6月2日没

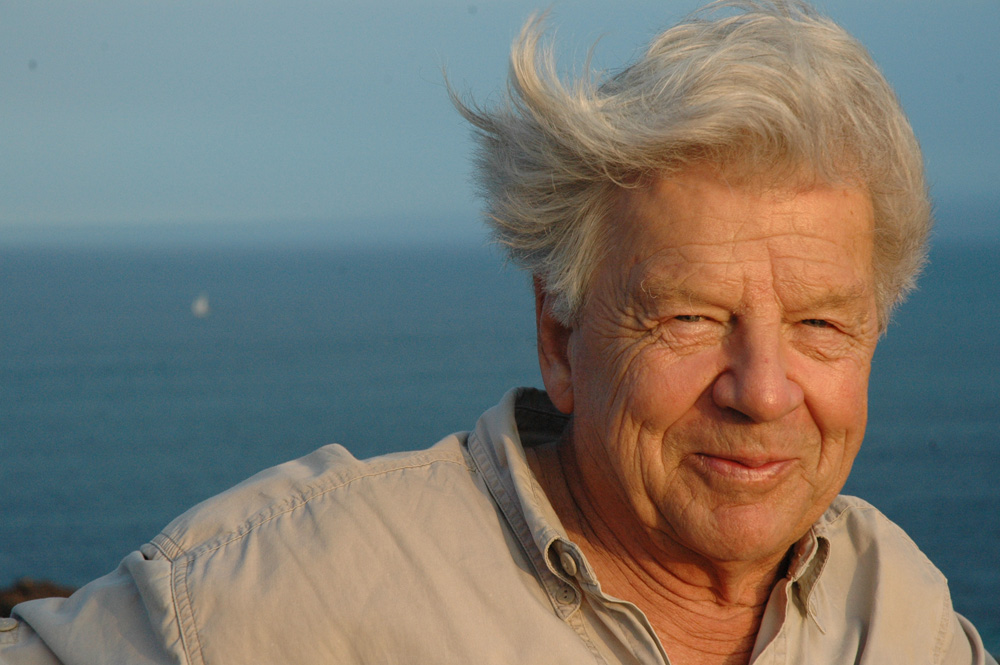
イレネウス・アイブル＝アイベスフェルト／6月2日没

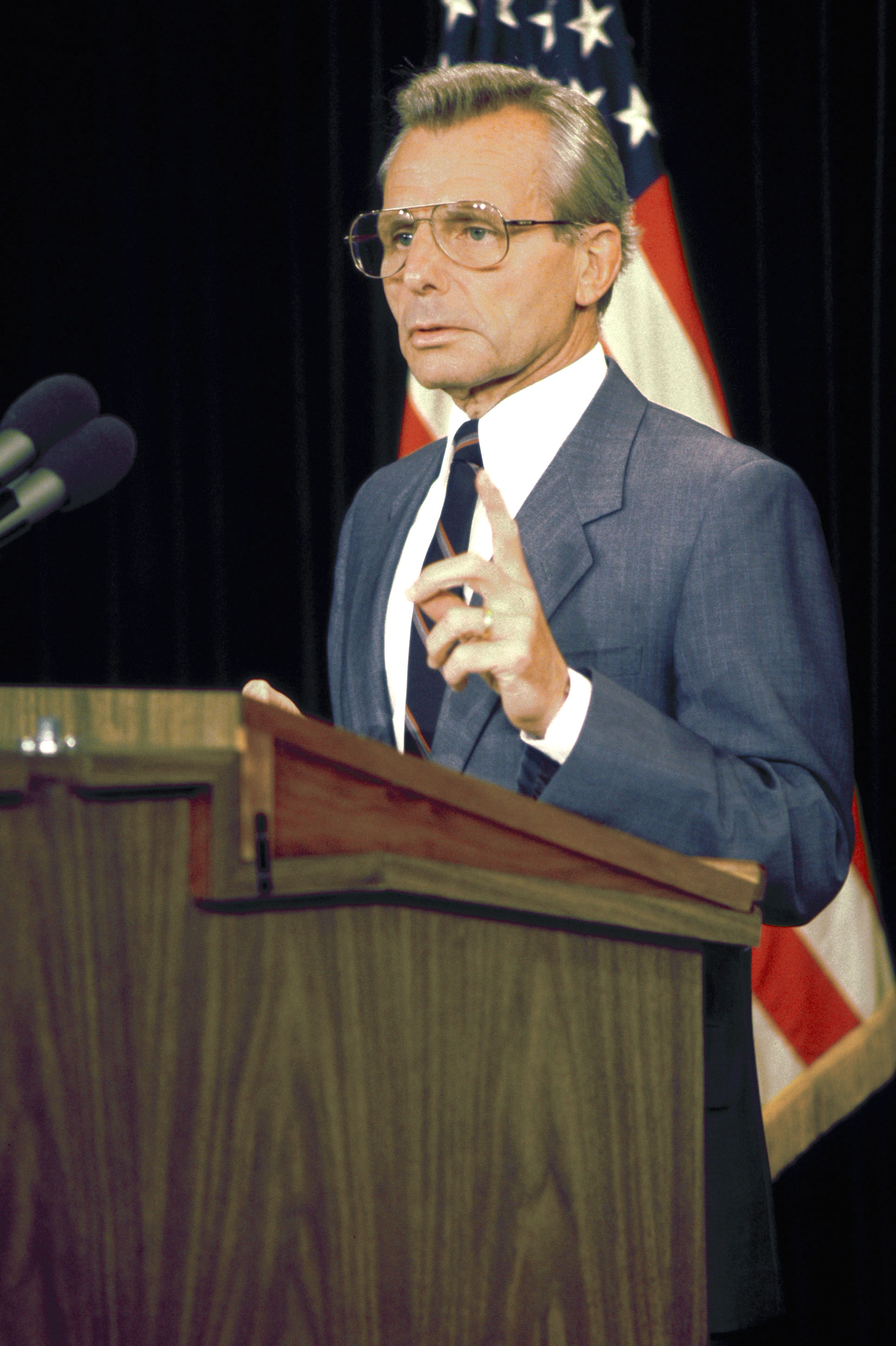
フランク・カールッチ／6月3日没

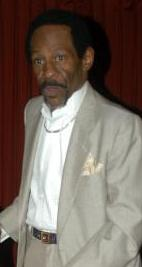
ジョニー・キーズ／6月3日没

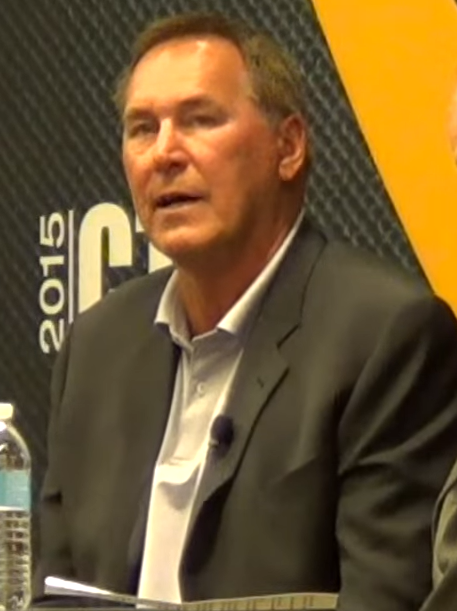
ドワイト・クラーク／6月4日没

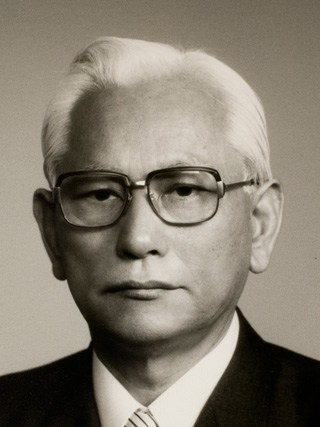
荒田吉明／6月5日没

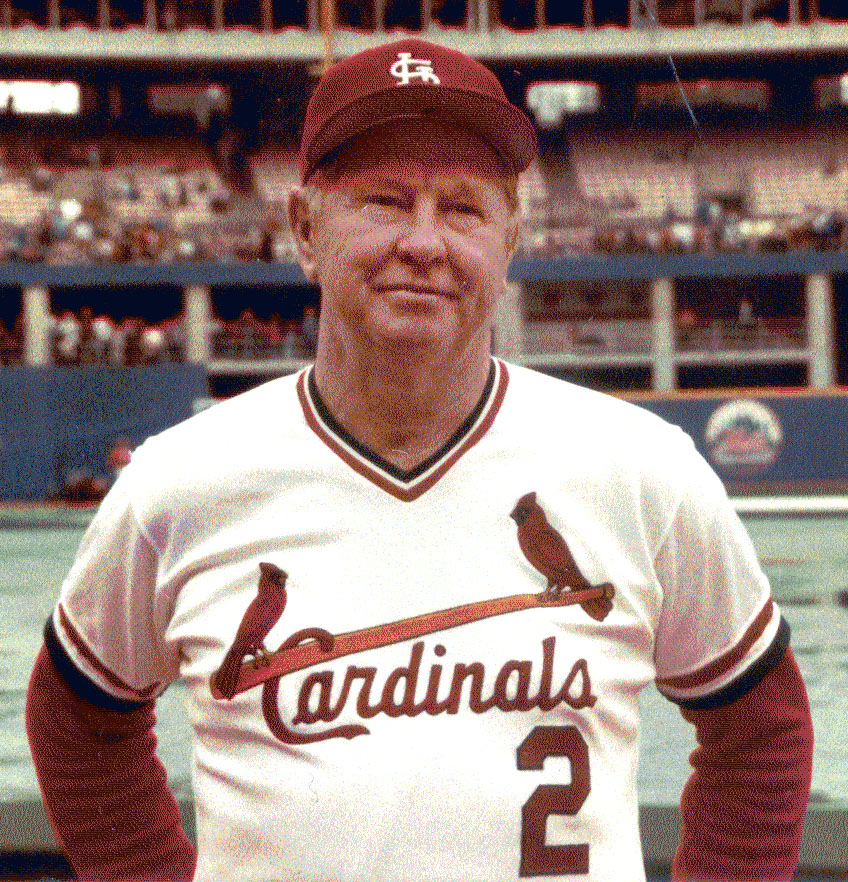
レッド・ショーエンディーンスト／6月6日没

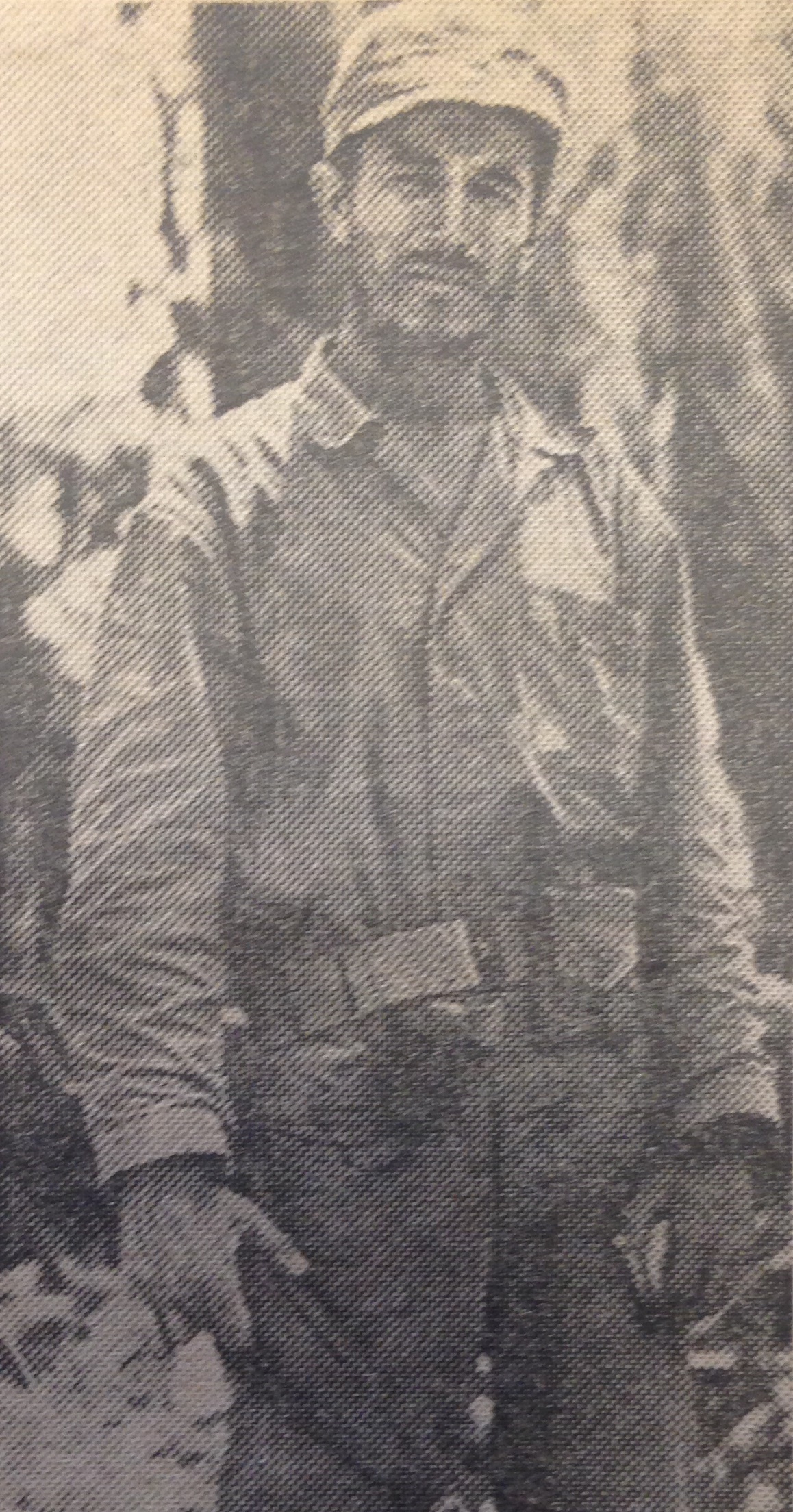
デビッド・ダグラス・ダンカン／6月7日没

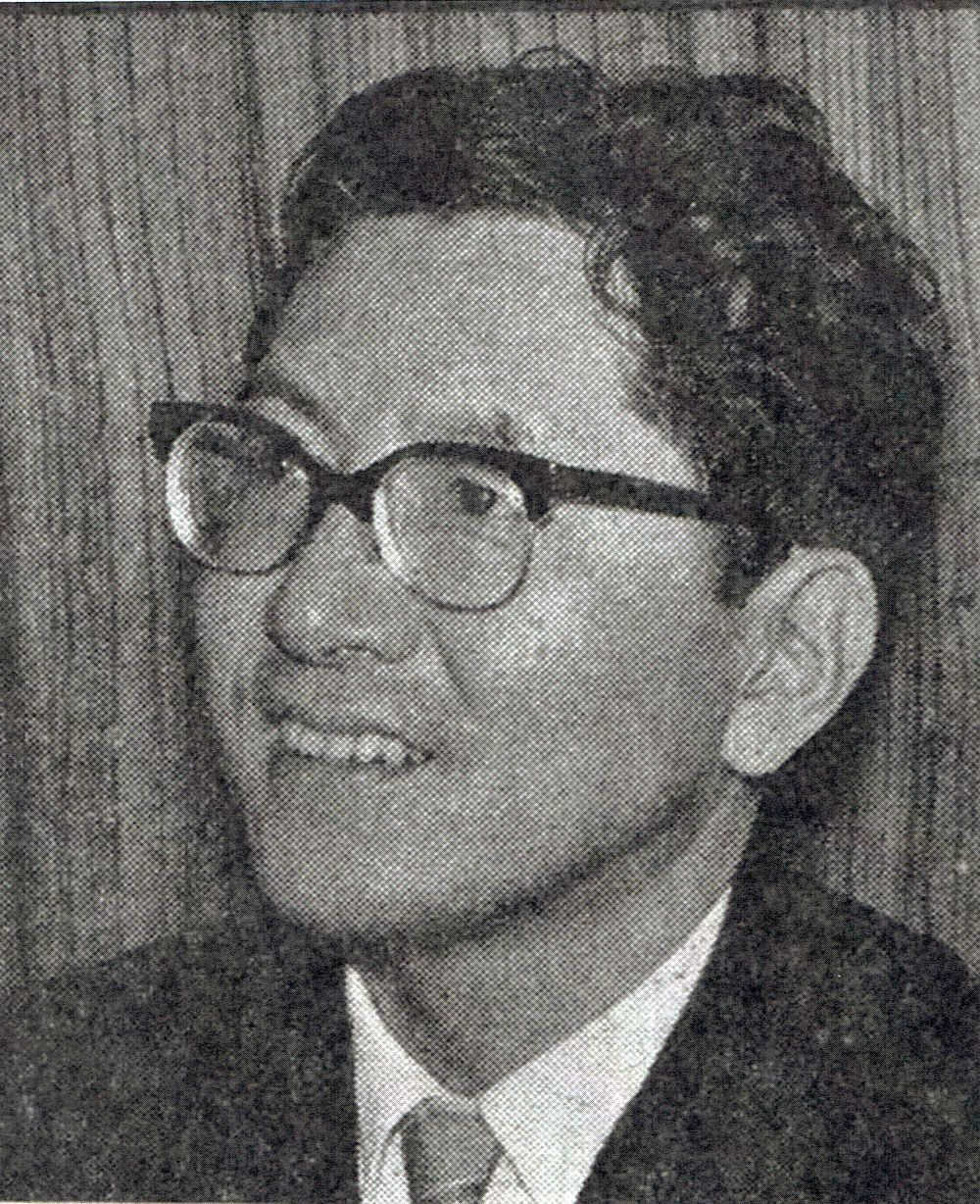
日高六郎／6月7日没

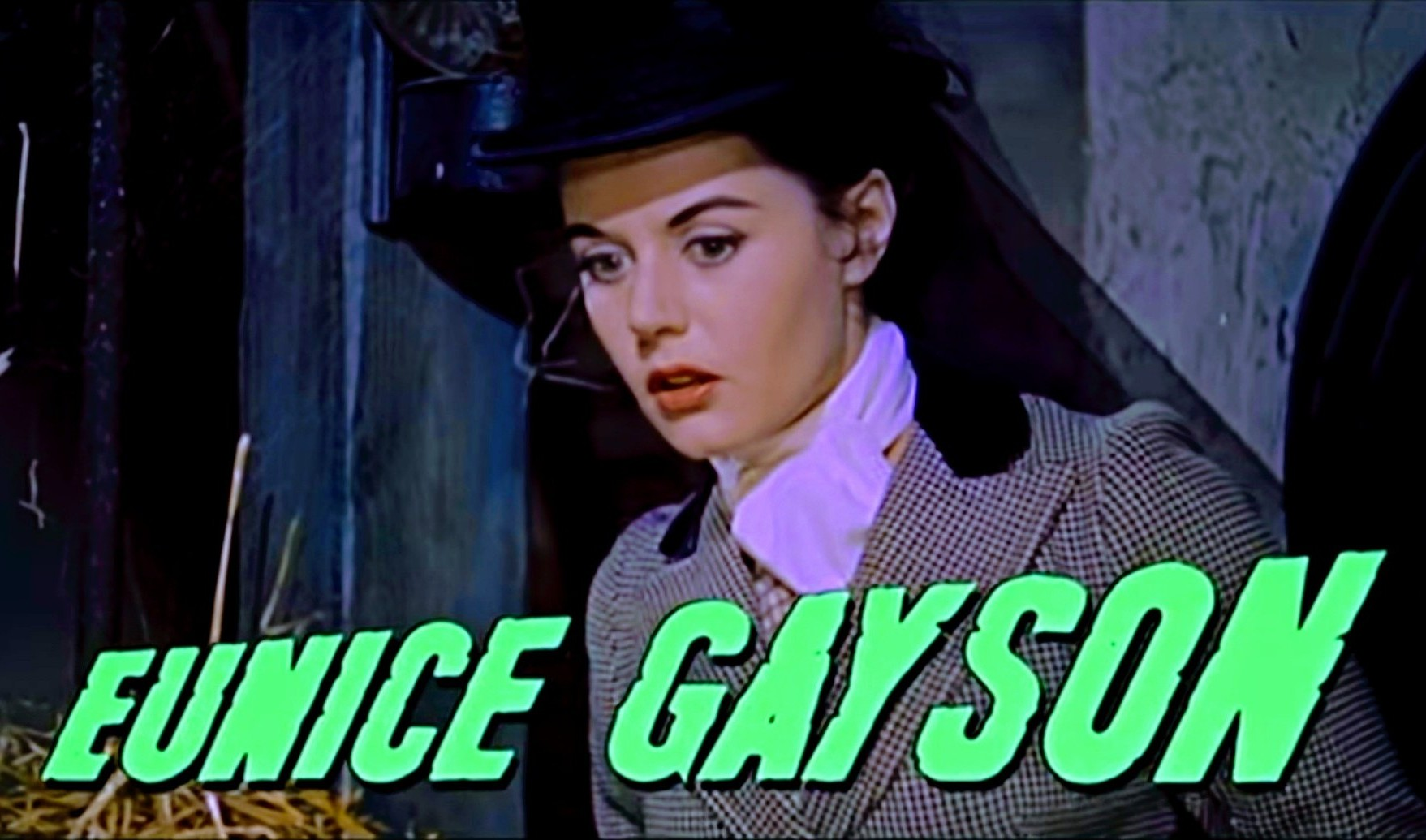
ユーニス・ゲイソン／6月8日没

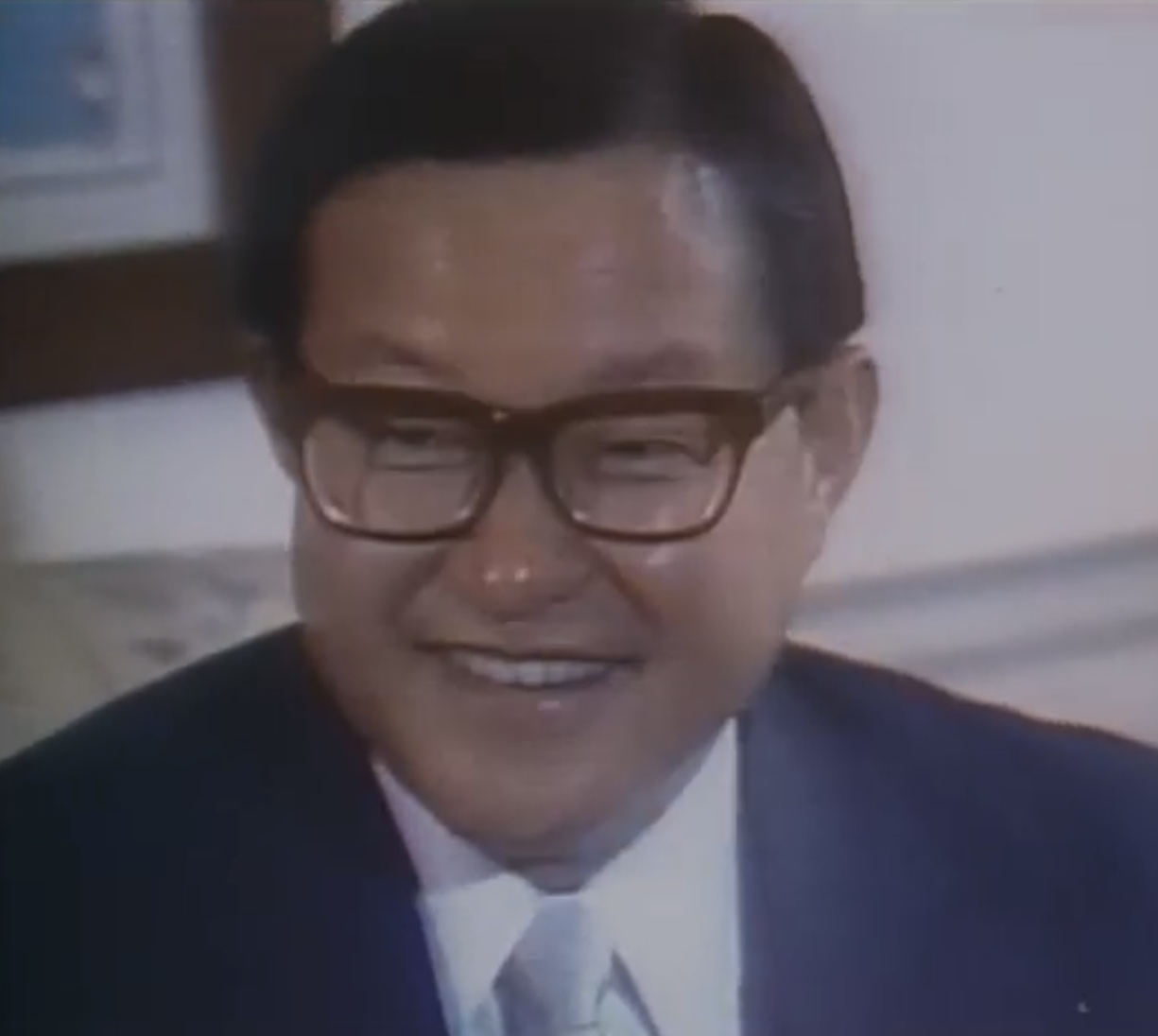
谷川和穂／6月8日没

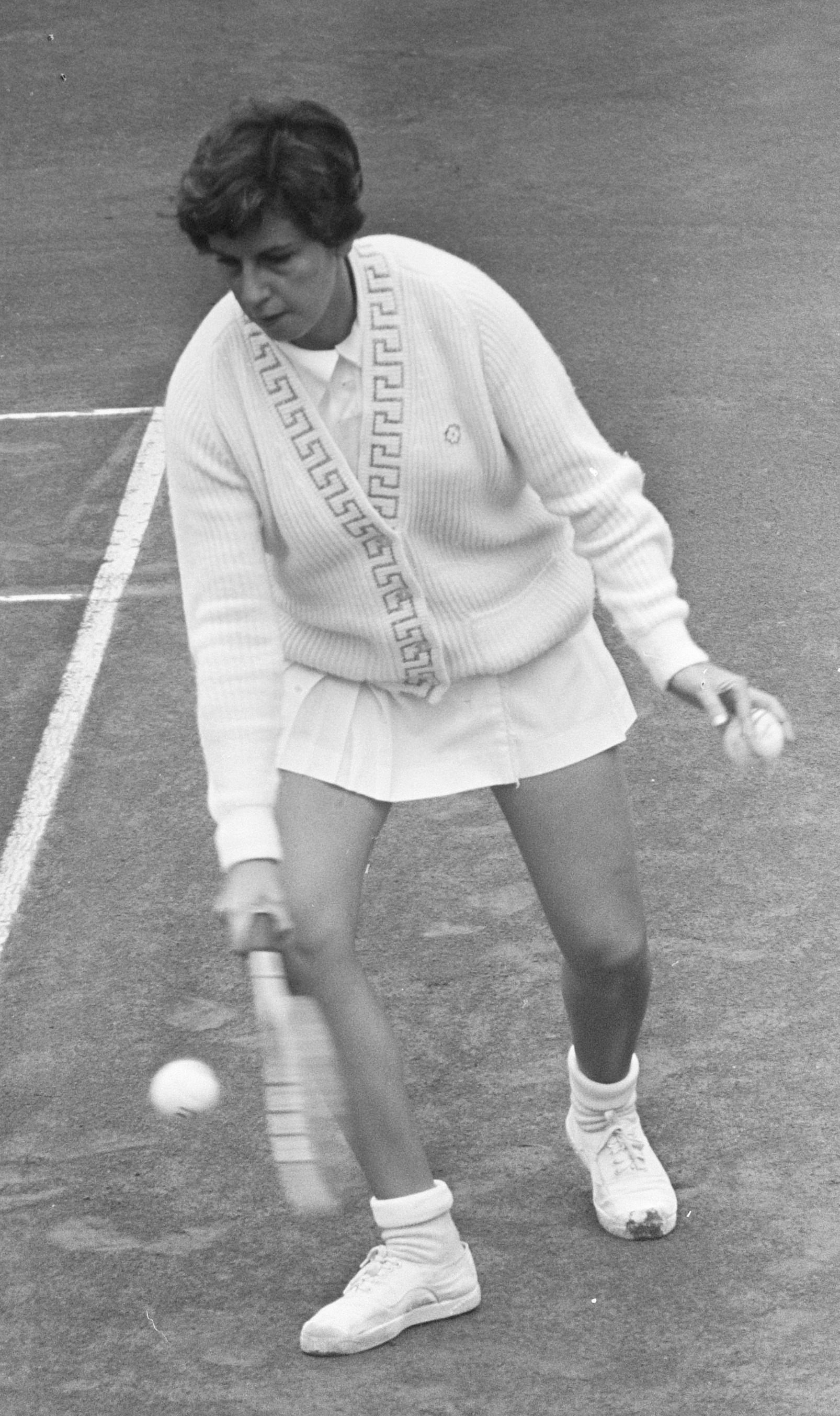
マリア・ブエノ／6月8日没

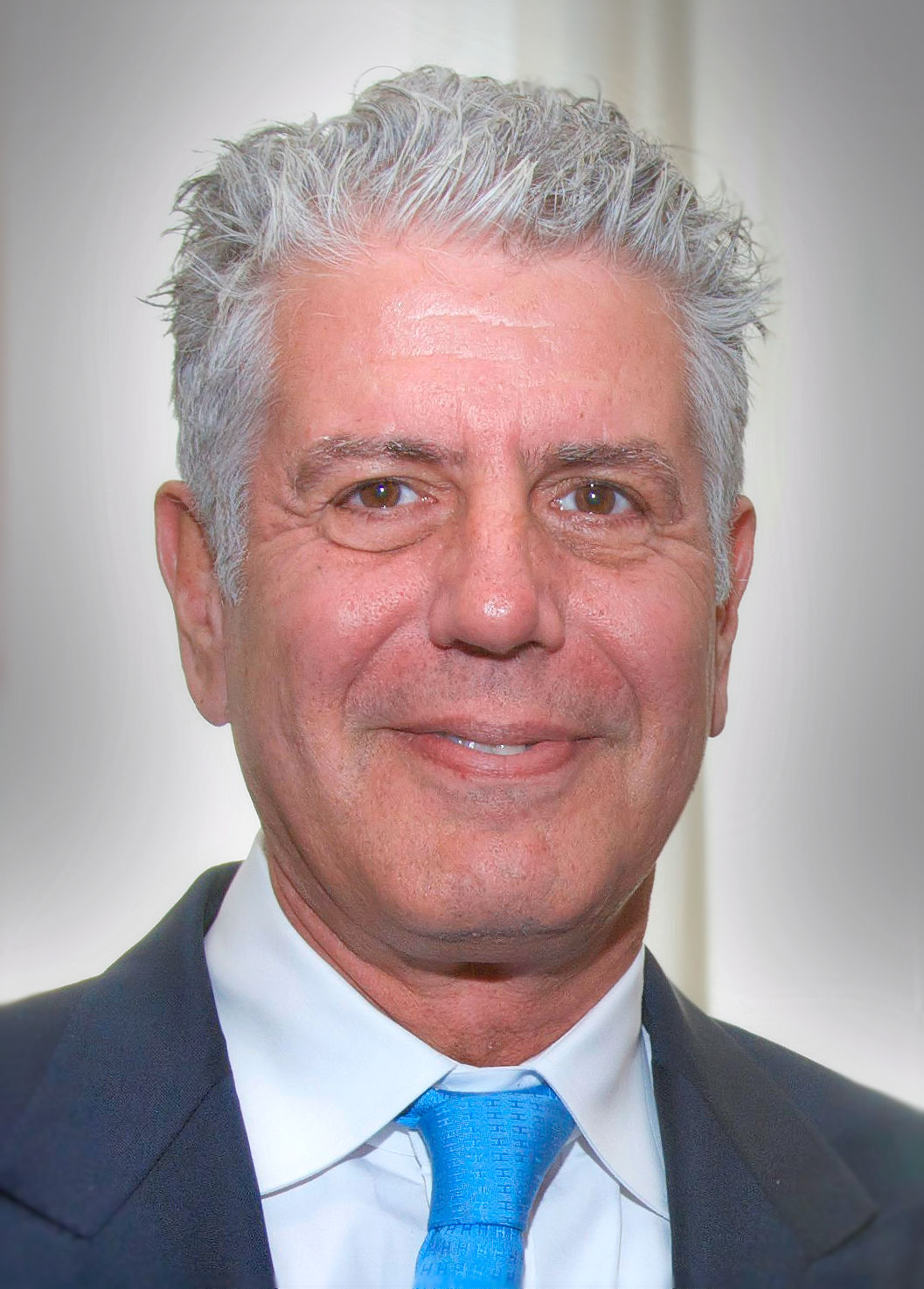
アンソニー・ボーディン／6月8日没

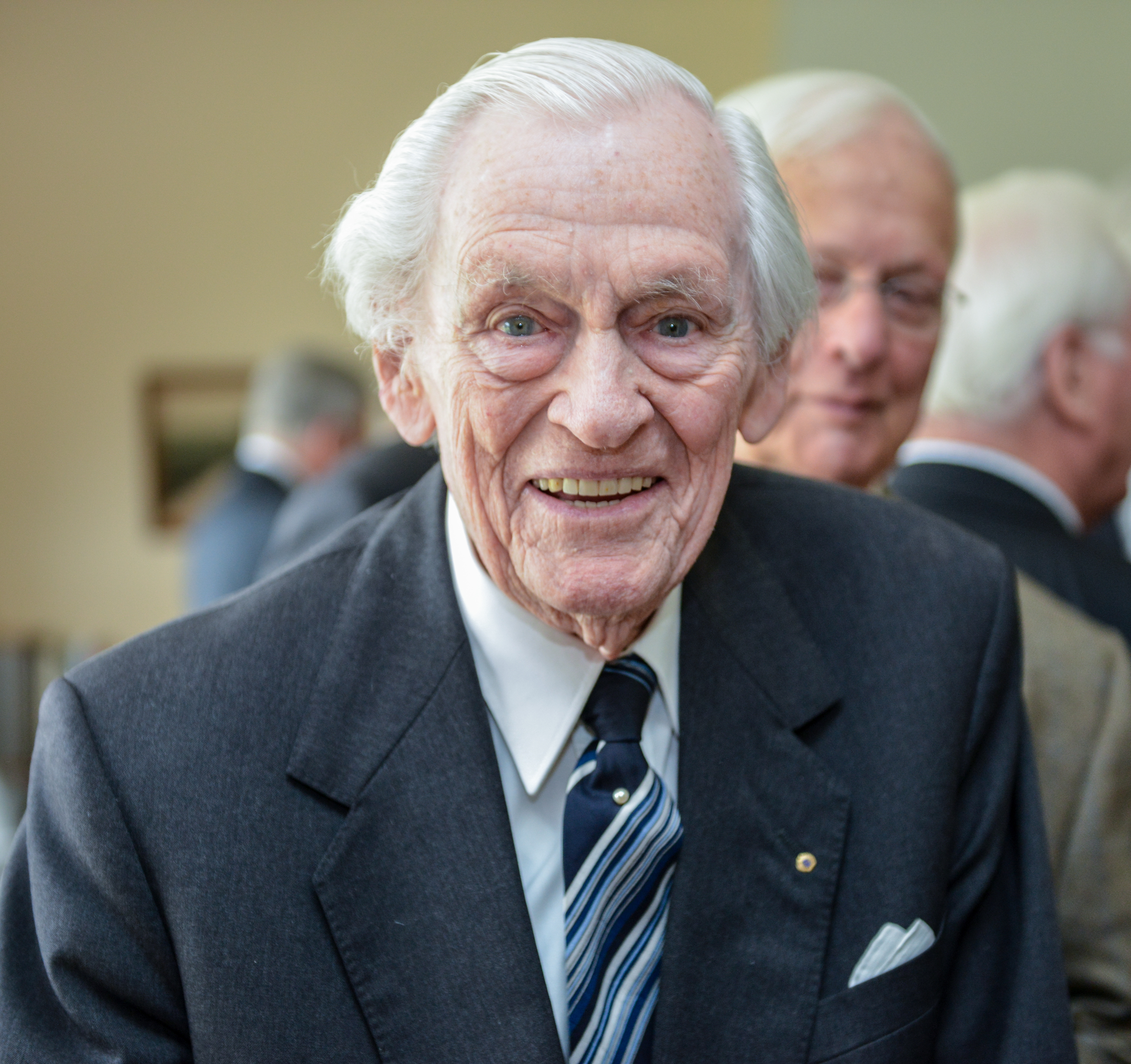
ラインハルト・ハーデガン／6月9日没

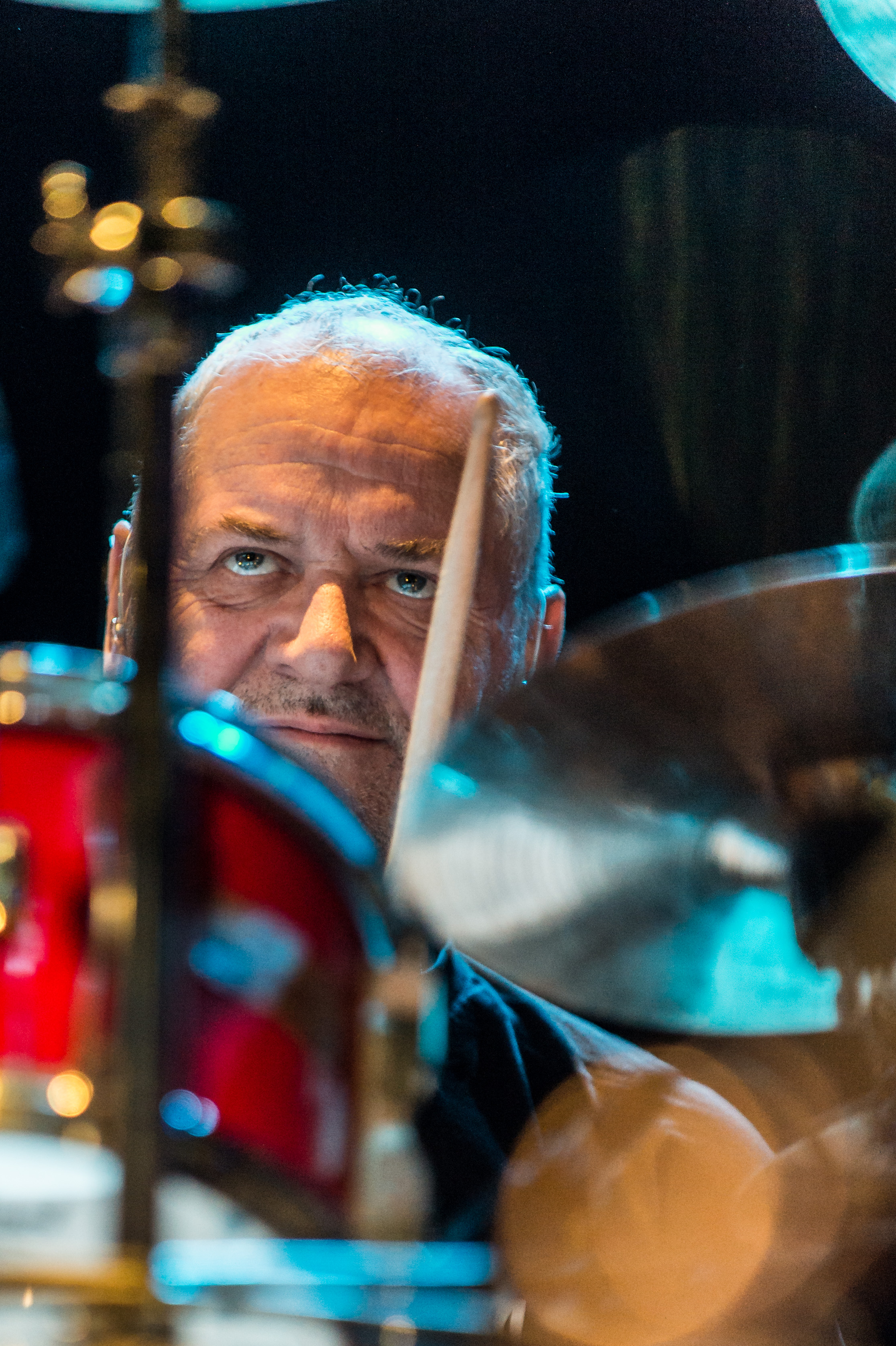
ジョン・ハイズマン／6月12日没

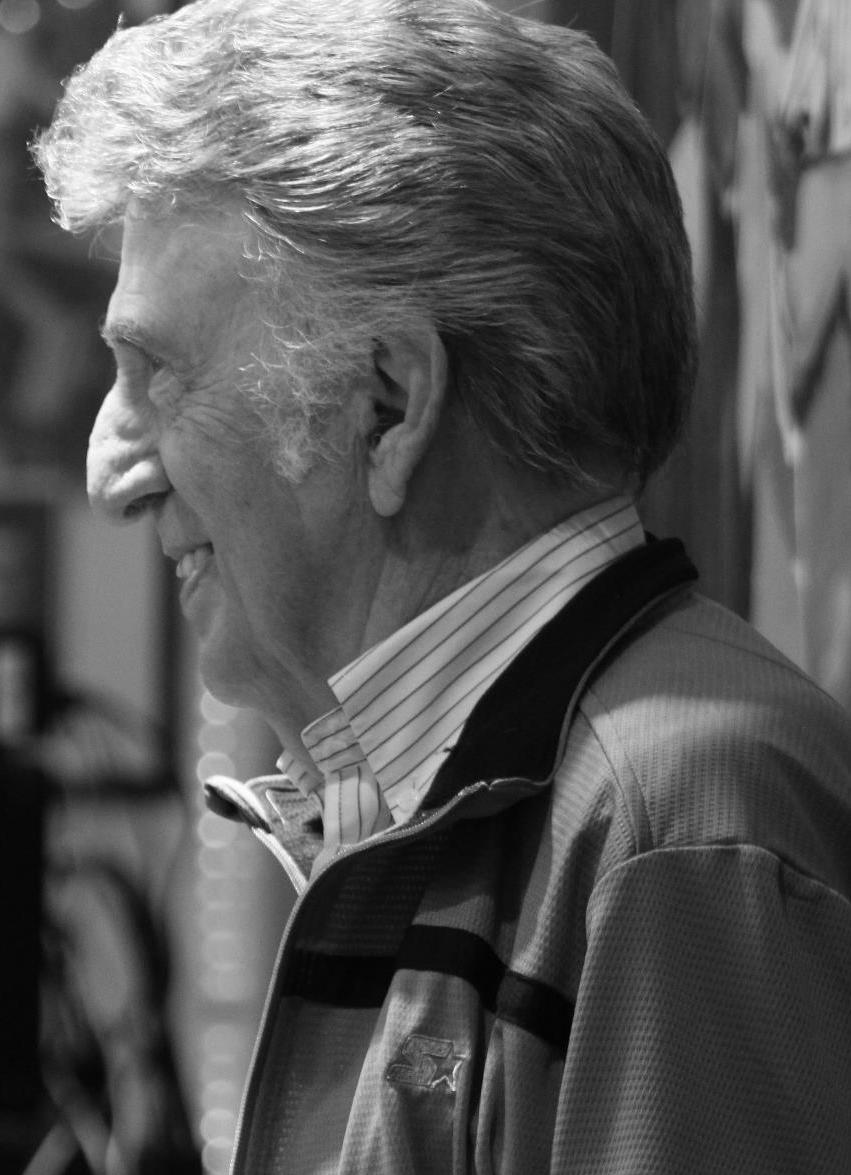
D・J・フォンタナ／6月13日没

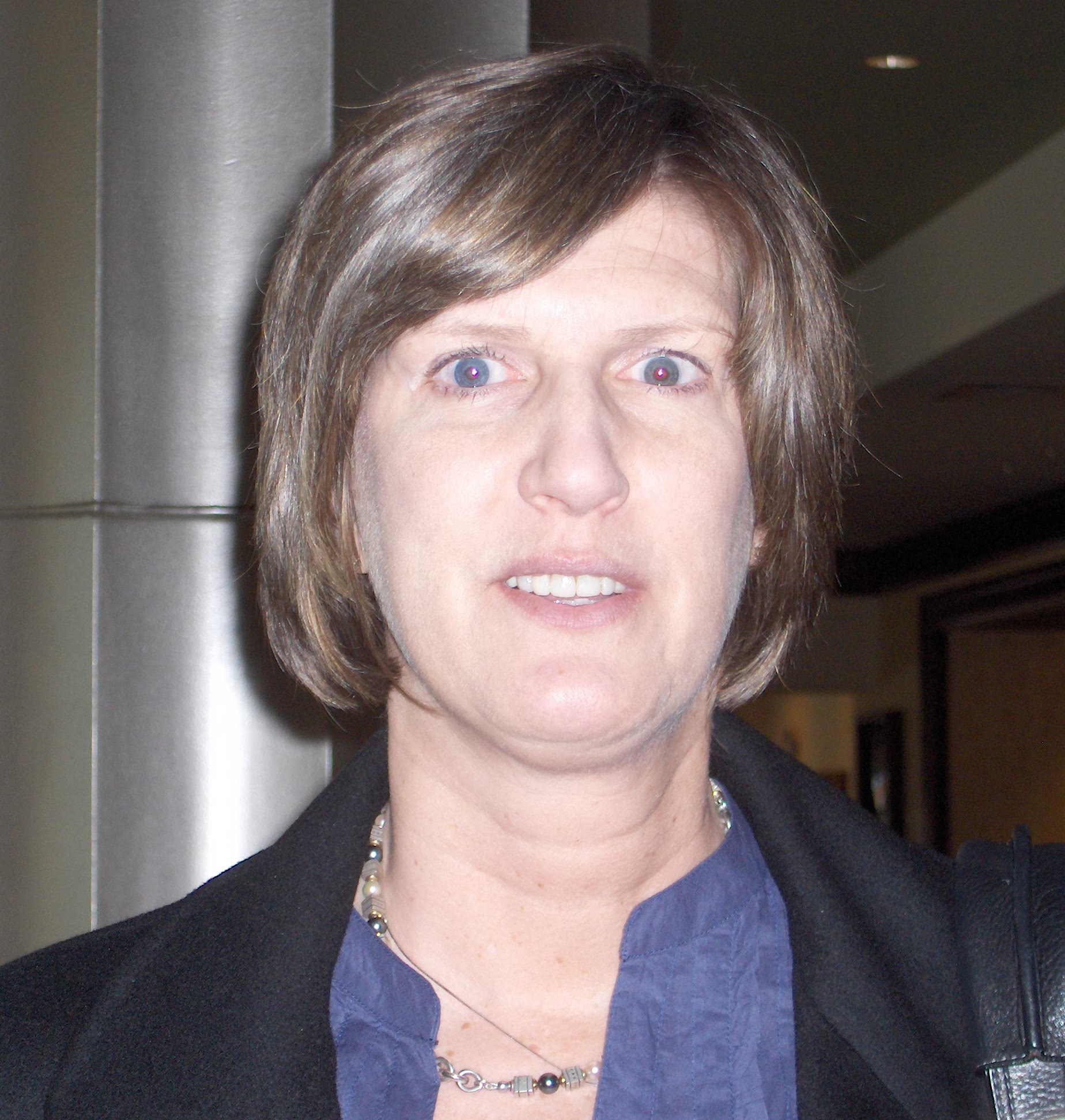
アン・ドノバン／6月13日没

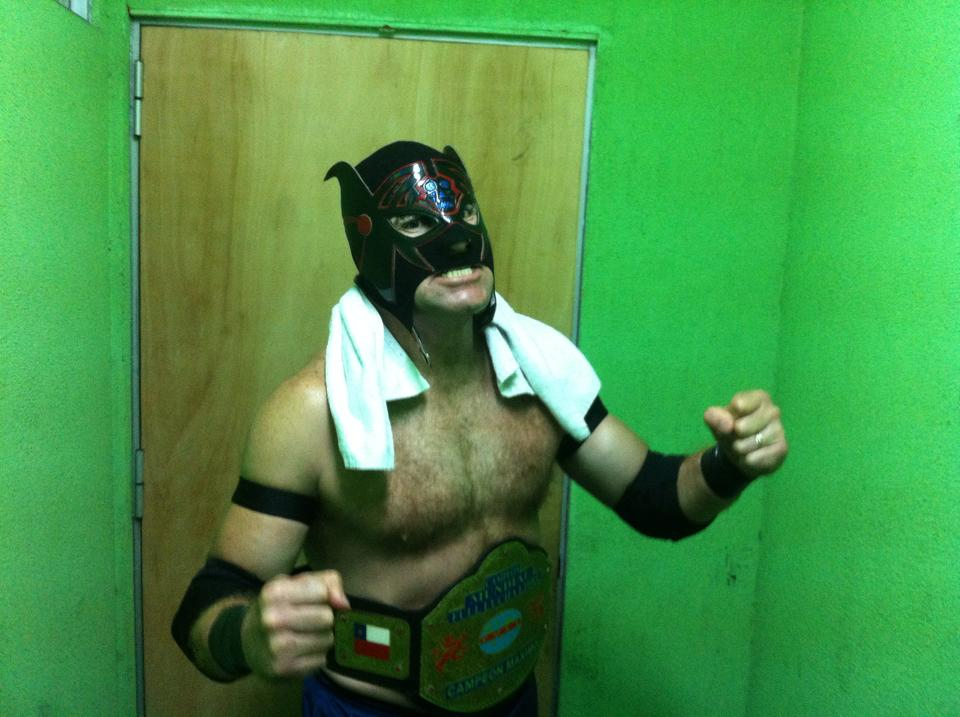
アルカンヘル・デ・ラ・ムエルテ／6月13日没

- 6月1日 - ウィリアム・ピップス、アメリカ合衆国の俳優、声優（* 1922年）[1]
- 6月1日 - ベルナール・ガントネル（フランス語版）、フランスの画家、版画家（* 1928年）[2]
- 6月1日 - 後藤淳、日本の学園経営者、元愛知工業大学学長、学校法人名古屋電気学園総長（* 1928年）[3]
- 6月1日 - ジョン・ジュリアス・ノリッジ（英語版）、イギリスの歴史家、旅行作家、テレビ解説者（* 1929年）[4]
- 6月1日 - 鄭罕池（中国語版）、中華民国の農家、同国でのアップルマンゴー栽培の先駆者（* 1929年）[5]
- 6月1日 - 深町勝義、日本の実業家、ナフコ創業者（* 1932年）[6]
- 6月1日 - エディー・クリアウォーター（英語版）、アメリカ合衆国のブルースミュージシャン（* 1935年）[7]
- 6月1日 - ポルディ・ビルド（英語版）、アルゼンチンの作家、詩人（* 1941年）[8]
- 6月1日 - アレハンドロ・ペニャランダ（英語版）、コロンビアのサッカー選手（* 1993年）[9]
- 6月1日 - ラザン・アル＝ナジャール（英語版）、パレスチナの看護師、医療ボランティア（* 1997年）[10]
- 6月2日 - ポール・ボイヤー、アメリカ合衆国の生化学者、ノーベル化学賞受賞者（* 1918年）[11]
- 6月2日 - 早川一光、日本の医師、ラジオパーソナリティ（* 1924年）[12]
- 6月2日 - イレネウス・アイブル＝アイベスフェルト、オーストリアの動物行動学者（* 1928年）[13]
- 6月2日 - マルコム・モーリー（英語版）、イギリスのスーパーリアリズム画家（* 1931年）[14]
- 6月2日 - トニー・モーフェット（英語版）、オーストラリアの脚本家（* 1938年）[15]
- 6月2日 - ブルース・キソン（英語版）、アメリカ合衆国のMLB選手・コーチ（* 1950年）[16]
- 6月2日 - マリア・ムワキクティ、タンザニアの大学生、結合双生児（* 1997年）[17]
- 6月2日 - コンソラータ・ムワキクティ、タンザニアの大学生、結合双生児（* 1997年）[17]
- 6月3日 - クラレンス・ファウンテン、アメリカ合衆国のゴスペル歌手、ブラインド・ボーイズ・オブ・アラバマメンバー（* 1930年）[18]
- 6月3日 - フランク・カールッチ、アメリカ合衆国の政治家、第16代国防長官、第15代国家安全保障問題担当大統領補佐官（* 1930年）[19]
- 6月3日 - ジェリー・ホプキンズ（英語版）、アメリカ合衆国のジャーナリスト、伝記作家（* 1935年）[20]
- 6月3日 - ジョニー・キーズ、アメリカ合衆国のポルノ男優、元プロボクサー（* 1940年）[21]
- 6月3日 - ダグ・アルトマン（英語版）、イギリスの統計学者（* 1948年）[22]
- 6月4日 - 岩崎宏、日本の実業家、元東洋ラジエーター社長（* 1924年?）[23]
- 6月4日 - ジルベール・トラウシュ（英語版）、ルクセンブルクの歴史家（* 1931年）[24]
- 6月4日 - 柳田弘、日本の政治家、元秋田県本荘市・由利本荘市長（* 1931年）[25]
- 6月4日 - ジャラル・マンスール・ナリディン（英語版）（ライトニン・ロッド）、アメリカ合衆国のシンガーソングライター、ラスト・ポエッツ（英語版）メンバー（* 1944年）[26]
- 6月4日 - 矢沢長介、日本の政治家、元愛知県足助町長（* 1945年?）[27]
- 6月4日 - マルク・オジュレ（英語版）、フランスのシャンソン歌手（* 1948年）[28]
- 6月4日 - ドワイト・クラーク、アメリカ合衆国のアメリカンフットボール選手（* 1957年）[29]
- 6月4日 - ドラガン・ニコリッチ（英語版）、ボスニア・ヘルツェゴヴィナ（セルビア人）の元軍人、元スーシツァ収容所（英語版）司令官、旧ユーゴスラビア国際戦犯法廷受刑者（* 1957年）[30]
- 6月5日 - 荒田吉明、日本の金属工学者、大阪大学名誉教授（* 1924年）[31]
- 6月5日 - 師岡愛子、日本のアメリカ文学者、日本女子大学名誉教授（* 1925年）[32]
- 6月5日 - 野中福次、日本の植物病理学者、佐賀大学名誉教授（* 1926年）[33]
- 6月5日 - 中村好夫、日本の競馬調教師【日本中央競馬会所属】（* 1930年）[34]
- 6月5日 - ブライアン・ブラウン（英語版）、カナダのジャズピアニスト（* 1937年）[35]
- 6月5日 - アイラ・バーリン（英語版）、アメリカ合衆国の歴史家（* 1941年）[36]
- 6月5日 - ステイシー・フィリップス（英語版）、アメリカ合衆国のリゾネーター・ギター・フィドル奏者（* 1944年）[37]
- 6月5日 - 小田義人、日本のプロ野球選手、元東京ヤクルトスワローズスカウト部長（* 1947年）[38]
- 6月5日 - 福岡浩、日本の地質学者、福岡大学災害・復興科学研究所所長（* 1961年）[39]
- 6月5日 - ケイト・スペード、アメリカ合衆国のファッションデザイナー（* 1962年）[40]
- 6月6日 - マリー・ウィルソン（英語版）、イギリスの一代貴族（ウィルソン・オブ・リヴォー女男爵）、ハロルド・ウィルソン元同国首相夫人（* 1916年）[41]
- 6月6日 - レッド・ショーエンディーンスト、アメリカ合衆国のMLB選手・監督、アメリカ野球殿堂（* 1923年）[42]
- 6月6日 - キラ・ムラートワ、ウクライナの映画監督、脚本家、女優（* 1934年）[43]
- 6月6日 - 吉川富雄、日本の実業家、前オータケ社長（* 1949年）[44]
- 6月6日 - フランツ・ヴケティッツ（ドイツ語版）、オーストリアの生物学者、科学哲学者（* 1955年）[45]
- 6月6日 - 寺尾次郎、日本のベーシスト、字幕翻訳家、元シュガー・ベイブメンバー（* 1955年）[46]
- 6月6日 - ラルフ・サントーラ（英語版）、アメリカ合衆国のメタルギタリスト、元ディーサイド・デス・アイスド・アース・オビチュアリーメンバー（* 1969年）[47]
- 6月7日 - デビッド・ダグラス・ダンカン、アメリカ合衆国の報道写真家（* 1916年）[48]
- 6月7日 - 日高六郎、日本の社会学者、評論家、元東京大学教授（* 1917年）[49]
- 6月7日 - 植西佐吉、日本の政治家、元滋賀県甲西町長（* 1927年）[50]
- 6月7日 - 宮原満男、日本の身体運動学者、広島大学名誉教授（* 1929年）[51]
- 6月7日 - 傅達仁（中国語版）、中華民国のスポーツアナウンサー（* 1933年）[52]
- 6月7日 - ピーター・ストリングフェロー（英語版）、イギリスの実業家、ナイトクラブ経営者（* 1940年）[53]
- 6月8日 - 劉以鬯（中国語版）、香港の小説家、編集者、出版業者（* 1918年）[54]
- 6月8日 - 木下博民、日本の作家（* 1922年）[55]
- 6月8日 - ユーニス・ゲイソン、イギリスの女優（* 1928年）[56]
- 6月8日 - 谷川和穂、日本の政治家、元自由民主党衆議院議員、第49代法務大臣（* 1930年）[57]
- 6月8日 - 八角文雄、日本の政治家、元千葉県松尾町長（* 1930年?）[58]
- 6月8日 - マリア・ブエノ、ブラジルのテニス選手（* 1939年）[59]
- 6月8日 - ジーノ・サンテルコーレ（イタリア語版）、イタリアのシンガーソングライター（* 1940年）[60]
- 6月8日 - ダニー・カーワン（英語版）、イギリスのギタリスト、元フリートウッド・マックメンバー（* 1950年）[61]
- 6月8日 - 滝由女路、日本の女優、三代目渋谷天外夫人（* 1954年）[62]
- 6月8日 - アンソニー・ボーディン、アメリカ合衆国のシェフ、作家、番組司会者（* 1956年）[63]
- 6月8日 - 杵屋裕光、日本の長唄三味線演奏家・作曲家（* 1960年）[64]
- 6月8日 - ユッタ・ナルデンバッハ（英語版）、ドイツの女子サッカー選手、元ドイツ女子代表（* 1968年）[65]
- 6月8日 - ジャクソン・オデル（英語版）、アメリカ合衆国の俳優、シンガーソングライター（* 1997年）[66]
- 6月9日 - ラインハルト・ハーデガン、ドイツの元軍人、政治家、元Uボート艦長（* 1913年）[67]
- 6月9日 - クロフォード・ゲイツ（英語版）、アメリカ合衆国の作曲家、指揮者（* 1921年）[68]
- 6月9日 - ロレイン・ゴードン（英語版）、アメリカ合衆国のジャズクラブ経営者、作家、ヴィレッジ・ヴァンガードオーナー（* 1922年）[69]
- 6月9日 - 川崎清、日本の建築家、京都大学名誉教授（* 1932年）[70]
- 6月9日 - 藤井正雄、日本の宗教学者、僧侶、大正大学名誉教授（* 1934年）[71]
- 6月9日 - フランソワーズ・ボノー、フランスの編集技師（* 1939年）[72]
- 6月9日 - 張軍釗（中国語版）、中華人民共和国の映画監督、脚本家（* 1952年）[73]
- 6月9日 - ファディル・ヴォクリ（英語版）、コソボのサッカー選手、元ユーゴスラビア代表、コソボサッカー連盟会長（* 1960年）[74]
- 6月9日 - 水野祥司、日本のキャラクターデザイナー、アニメーター（* 1960年）[75]
- 6月10日 - 見城幸雄、日本の法学者、愛知大学名誉教授（* 1929年）[76]
- 6月10日 - ドロシー・コットン（英語版）、アメリカ合衆国の公民権運動活動家（* 1930年）[77]
- 6月10日 - トム・マキューアン（英語版）、アメリカ合衆国のドラッグレーサー（* 1937年）[78]
- 6月10日 - ベン・ヒルズ、イギリス出身のオーストラリアのジャーナリスト、作家（* 1942年）[79]
- 6月10日 - クリストファー・スタシェフ（英語版）、アメリカ合衆国のSF・ファンタジー小説家（* 1944年）[80]
- 6月10日 - ニール・E・ボイド（英語版）、アメリカ合衆国のオペラ歌手、アメリカズ・ゴット・タレント優勝者（* 1975年）[81]
- 6月11日 - イヴェット・オルネ（フランス語版）、フランスのオルガニスト（* 1922年）[82]
- 6月11日 - ボナルド・ジャイオッティ（イタリア語版）、イタリアのオペラ歌手（* 1932年）[83]
- 6月12日 - ウェイン・ドッケリー（英語版）、アメリカ合衆国のジャズダブルバス奏者（* 1941年）[84]
- 6月12日 - ジョン・ハイズマン、イギリスのジャズ・ロックドラマー、音楽プロデューサー、コロシアム・コロシアムIIリーダー（* 1944年）[85]
- 6月13日 - エーリッヒ・モイテン（ドイツ語版）、ドイツの歴史家（* 1929年）[86]
- 6月13日 - D・J・フォンタナ、アメリカ合衆国のドラマー、エルヴィス・プレスリーバンドメンバー（* 1931年）[87]
- 6月13日 - チャールズ・ヴィンチ（英語版）、アメリカ合衆国の重量挙げ選手、1956年メルボルン・1960年ローマオリンピック金メダリスト（* 1933年）[88]
- 6月13日 - アン・ドノバン、アメリカ合衆国の女子バスケットボール選手・指導者（* 1961年）[89]
- 6月13日 - アルカンヘル・デ・ラ・ムエルテ、メキシコのプロレスラー（* 1966年）[90]
- 6月14日 - 花岡英夫、日本の実業家、元東京特殊電線社長（* 1925年?）[91]
- 6月14日 - スタニスラフ・ゴヴォルーヒン（ロシア語版）、ロシアの映画監督、脚本家、政治家（* 1936年）[92]
- 6月14日 - マウラナ・ファズルッラー、パキスタンのイスラーム過激派活動家、パキスタン・ターリバーン運動最高指導者（* 1974年）[93]
- 6月14日 - 野邉大地、日本の俳優・スーツアクター（* 1996年）[94]
- 6月15日 - ディーター・ヴェラースホフ（ドイツ語版）、ドイツの小説家、脚本家（* 1925年）[95]
- 6月15日 - マット・マーフィー（英語版）、アメリカ合衆国のギタリスト、ブルース・ブラザーズバンドメンバー（* 1929年）[96]
- 6月15日 - 塩川満、日本の実業家、元川鉄商事社長（* 1935年）[97]
- 6月15日 - ダリオ・ビジャルバ、スペインの画家、写真家、元フィギュアスケート選手（* 1939年）[98]
- 6月15日 - 吉泉秀男、日本の政治家、元社会民主党衆議院議員（* 1948年）[99]
- 6月15日 - ニック・ノックス（英語版）、アメリカ合衆国のドラマー、元ザ・クランプスメンバー（* 1958年）[100]
- 6月15日 - 君島零、バーチャルアイドルユニット・EIGHT OF TRIANGLEメンバー（* 1993年）[101]

## (16日 - 30日)

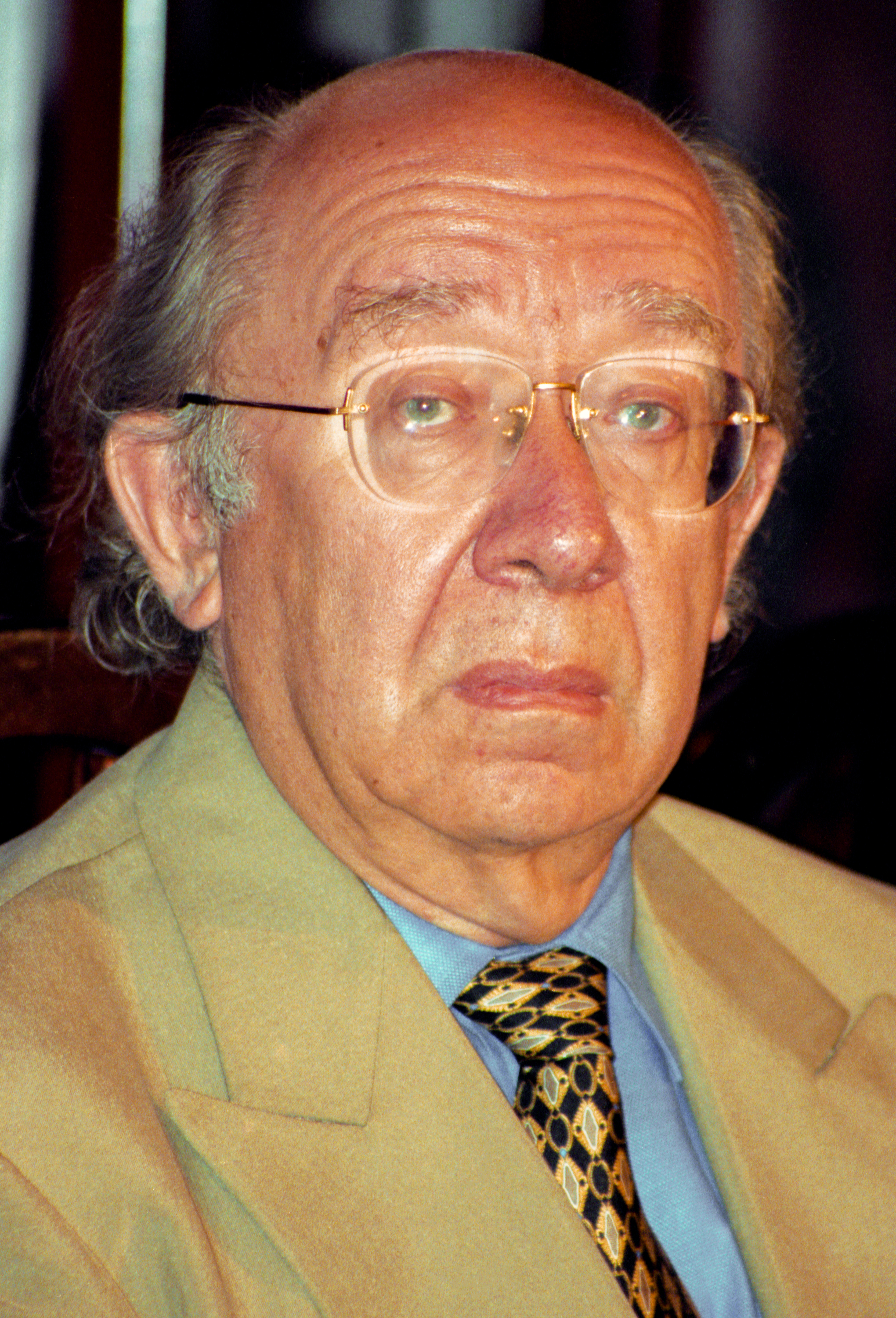
ゲンナジー・ロジェストヴェンスキー／6月16日没

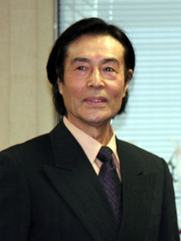
加藤剛／6月18日没

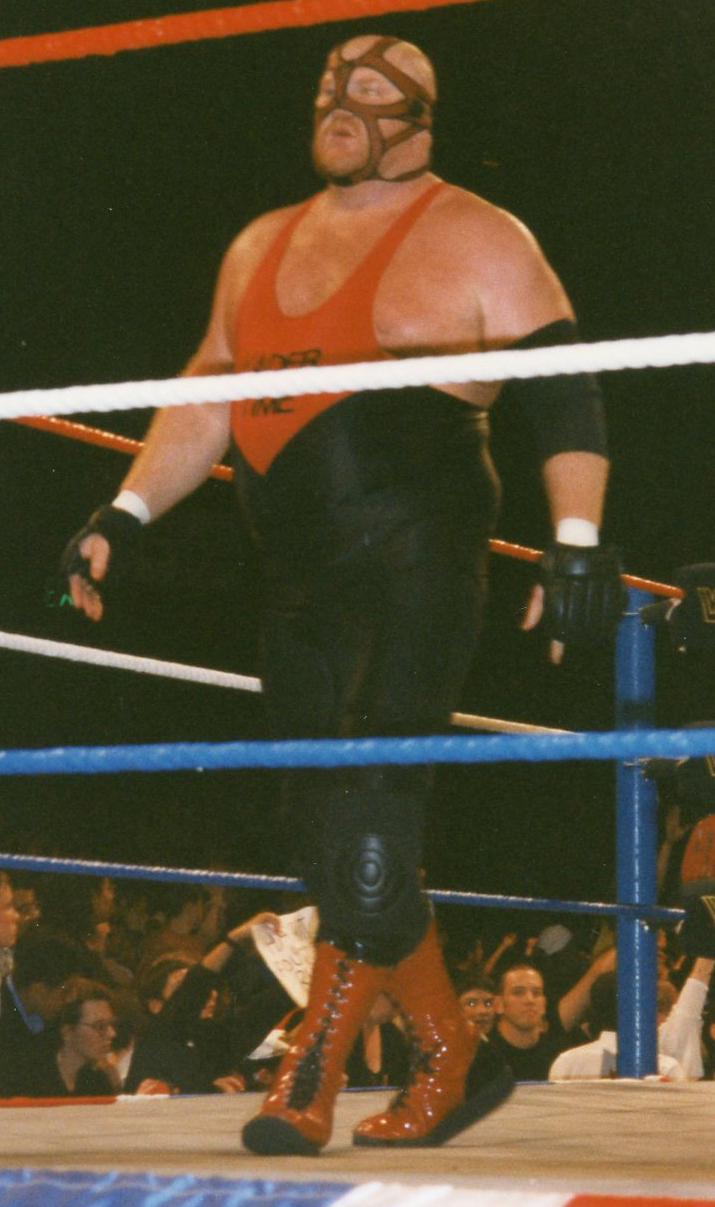
ビッグバン・ベイダー／6月18日没

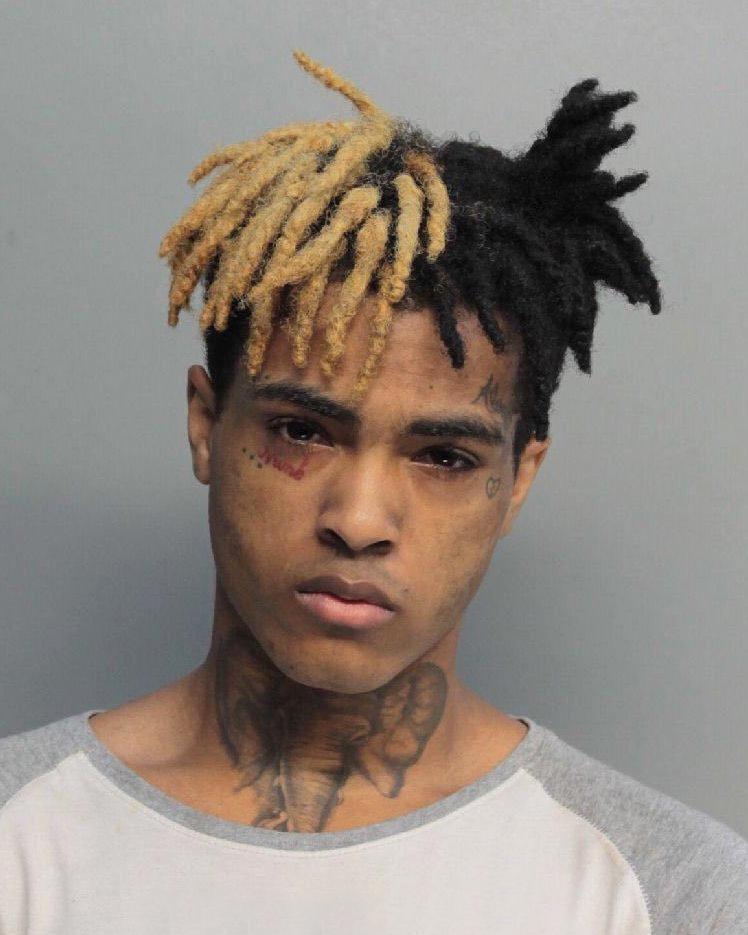
XXXテンタシオン／6月18日没

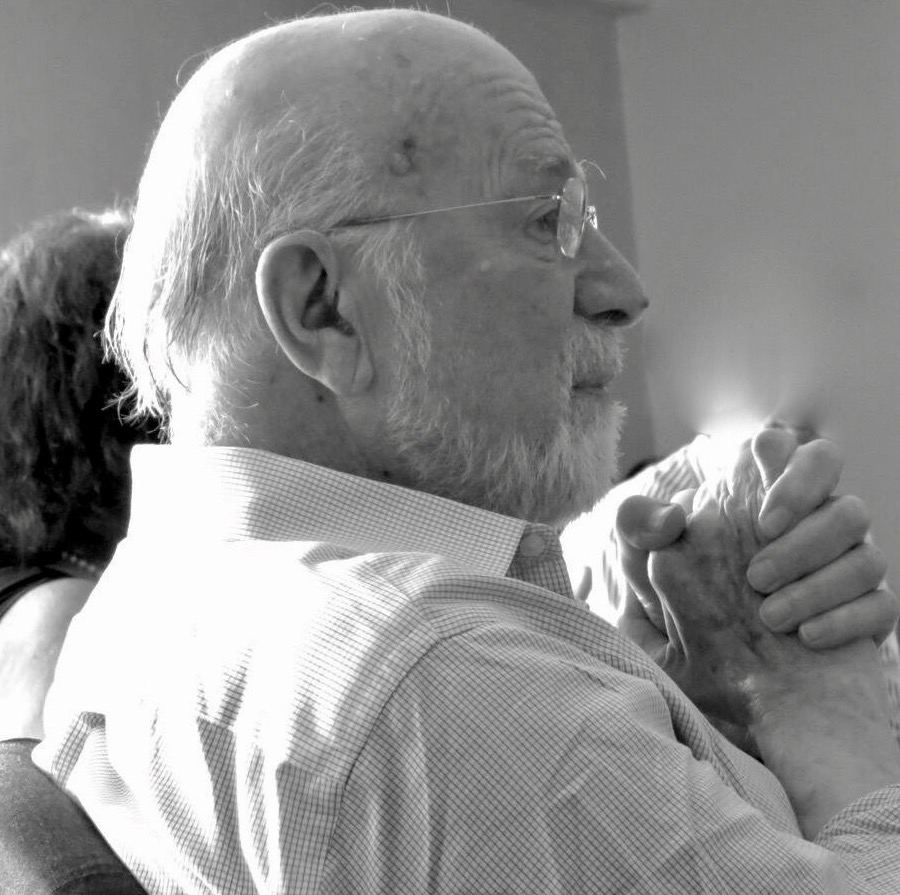
スタンリー・カヴェル／6月19日没

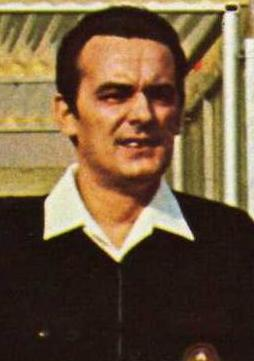
セルジオ・ゴネーラ／6月19日没

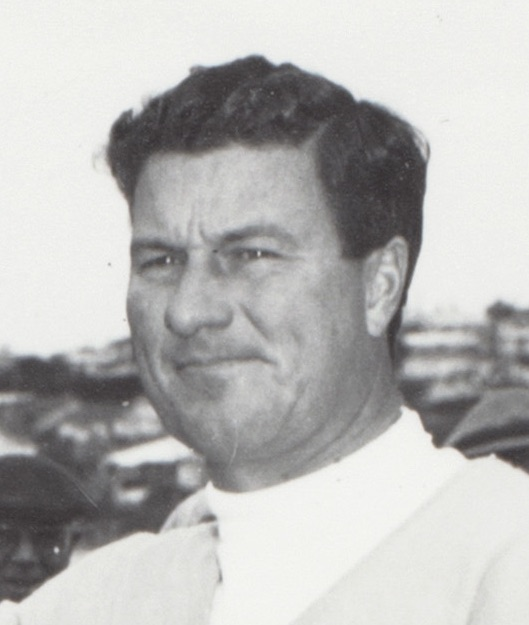
ピーター・トムソン／6月20日没

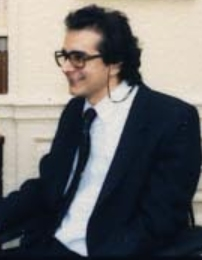
チャールズ・クラウトハマー／6月21日没

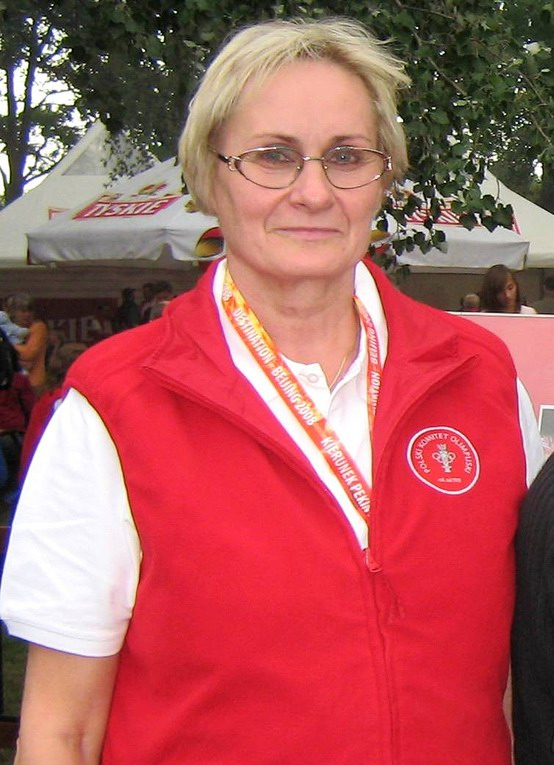
ハリナ・アシュキエロビッチ／6月22日没

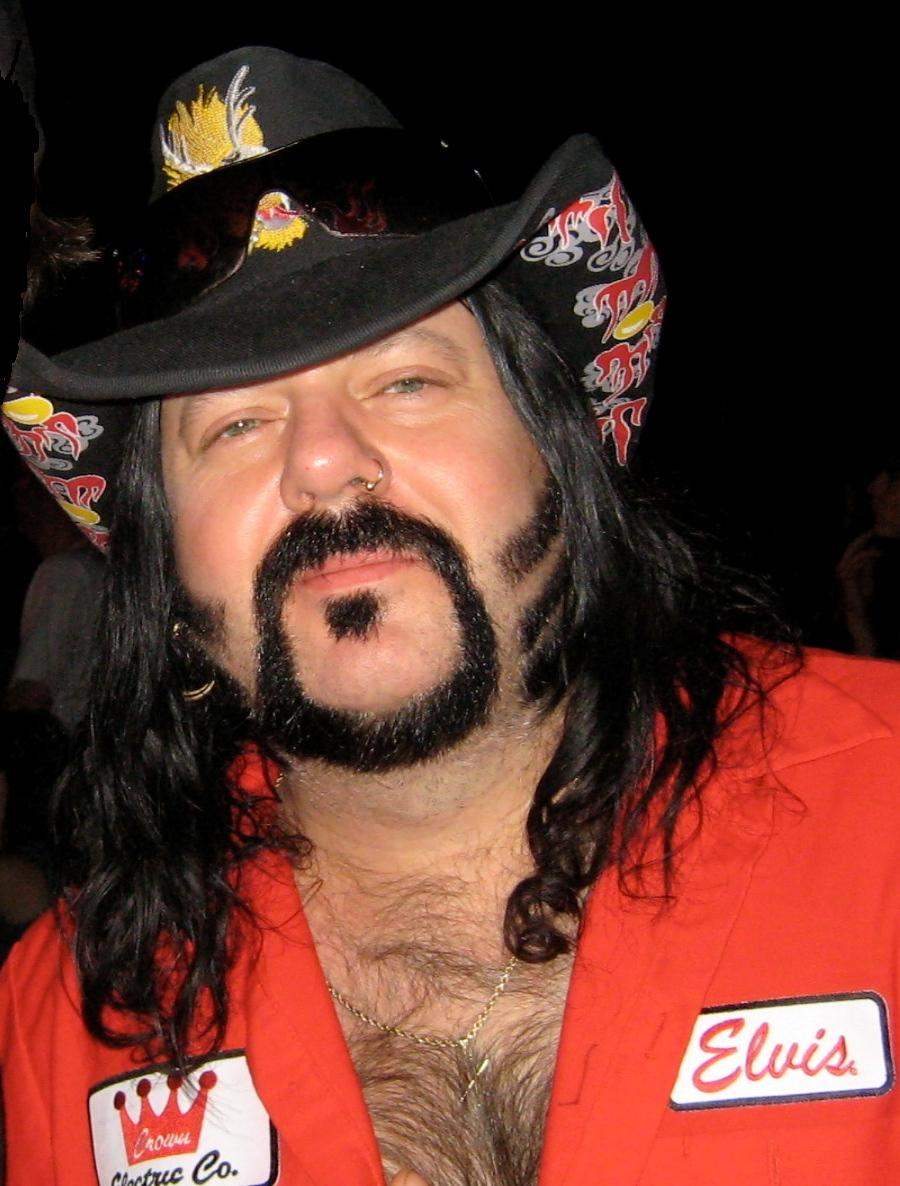
ヴィニー・ポール／6月22日没

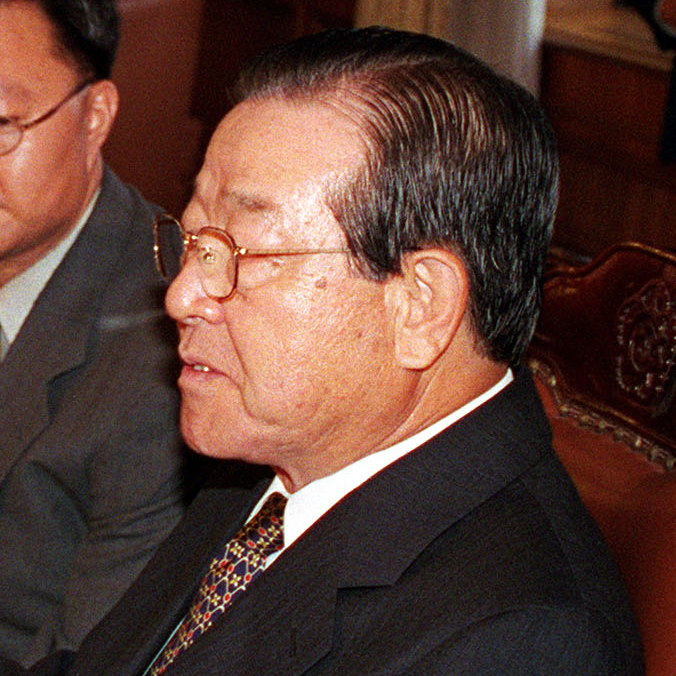
金鍾泌／6月23日没

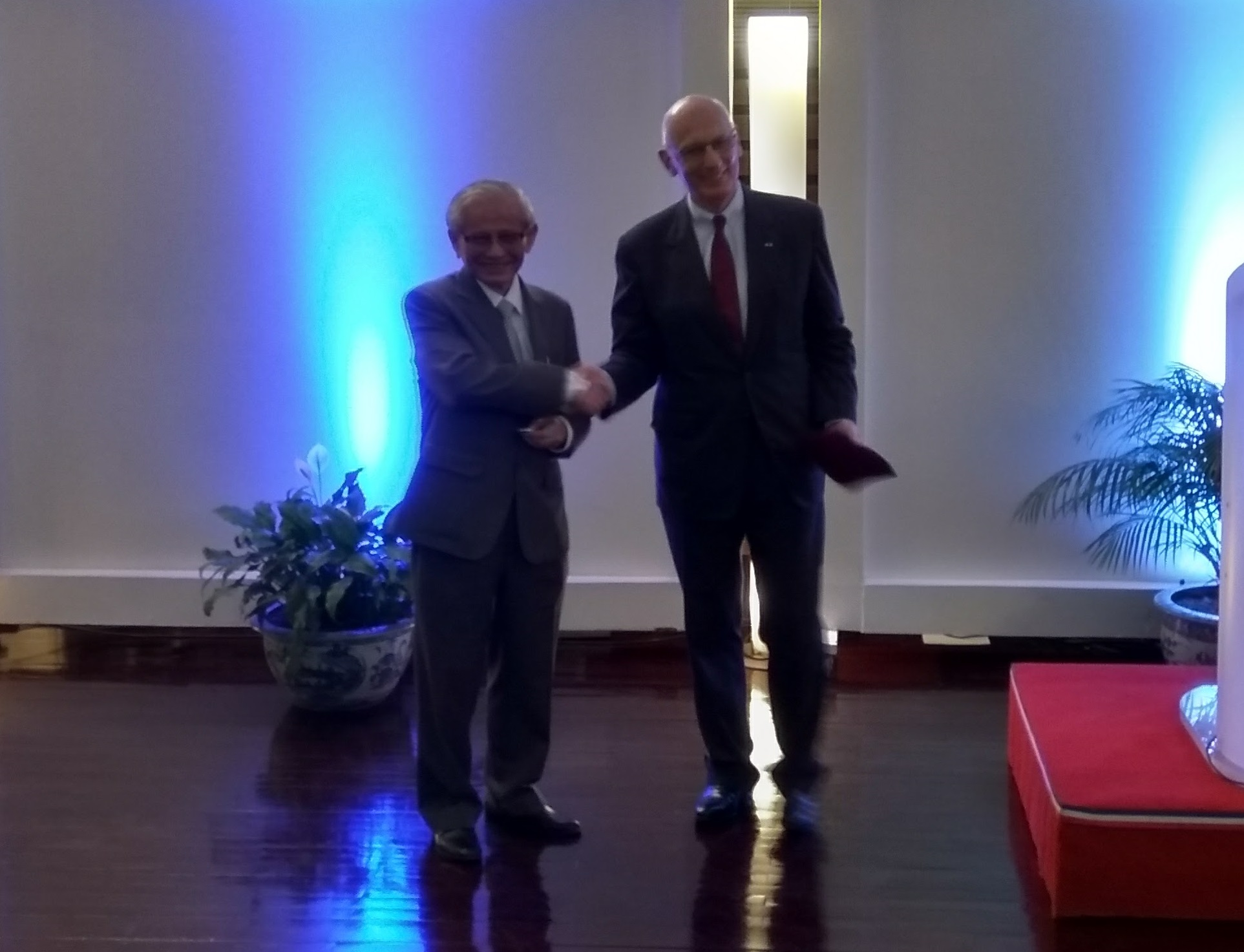
ファン・フイ・レ（左）／6月23日没

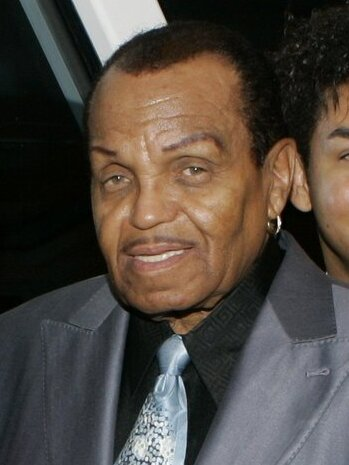
ジョセフ・ジャクソン／6月27日没

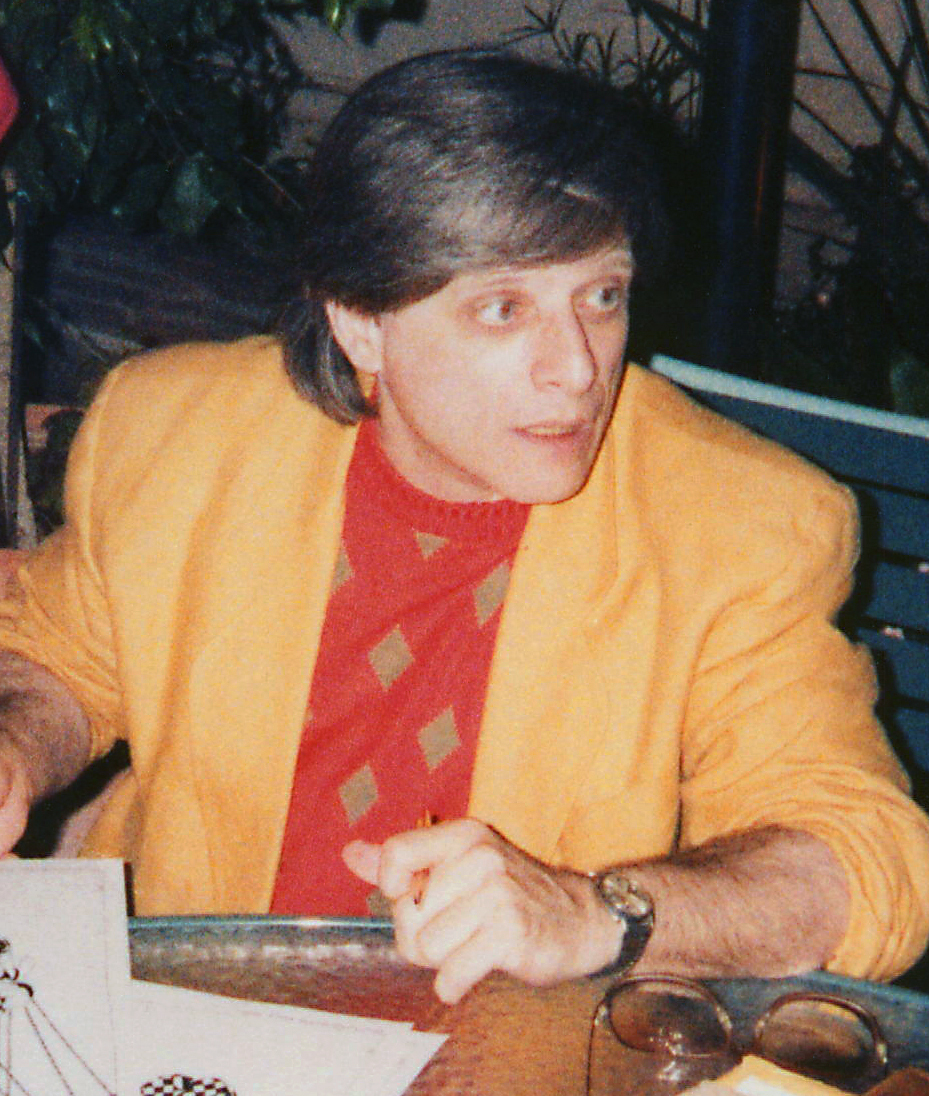
ハーラン・エリスン／6月28日没

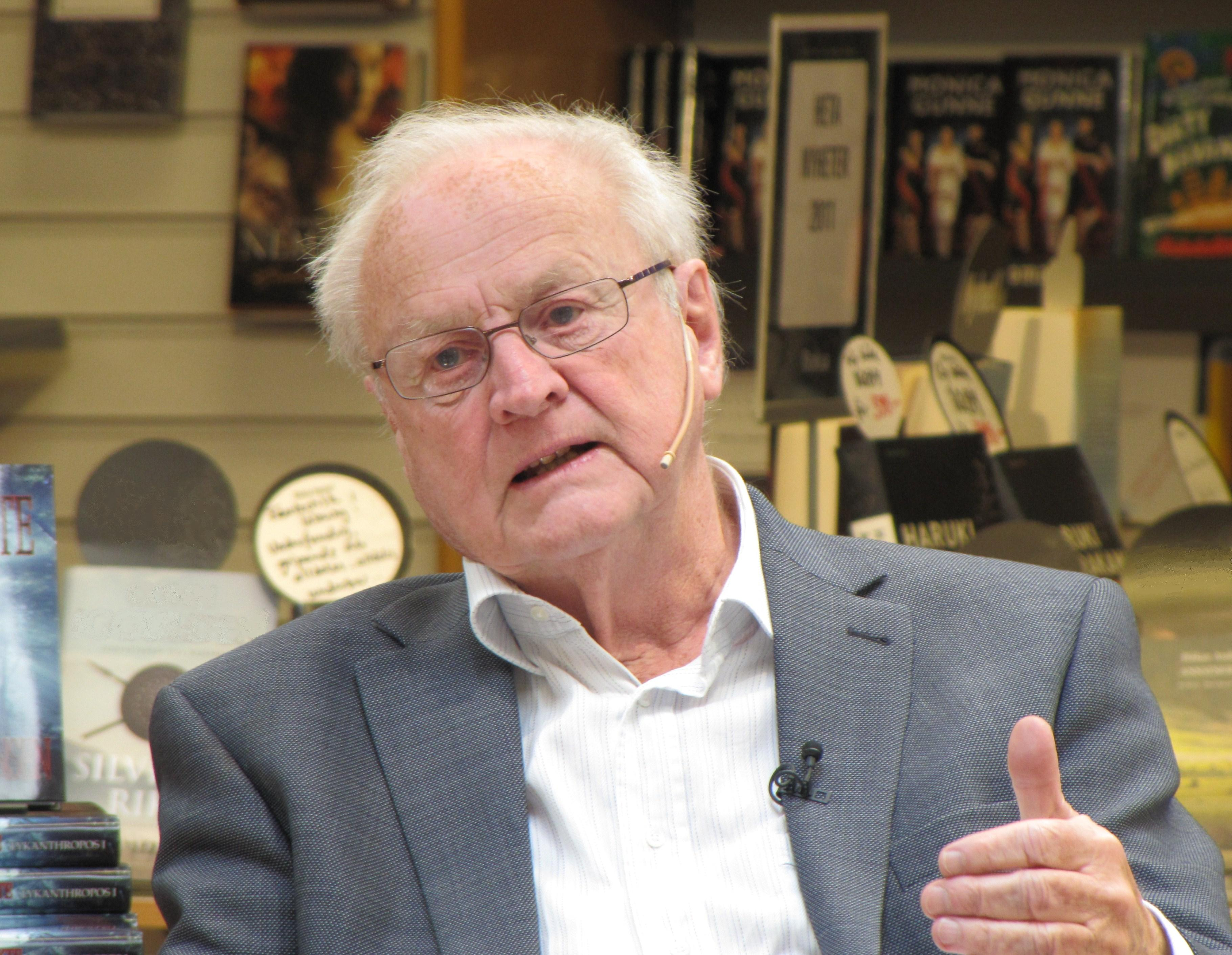
アルビド・カールソン／6月29日没

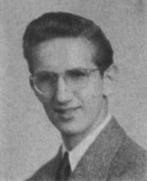
スティーブ・ディッコ／6月29日没

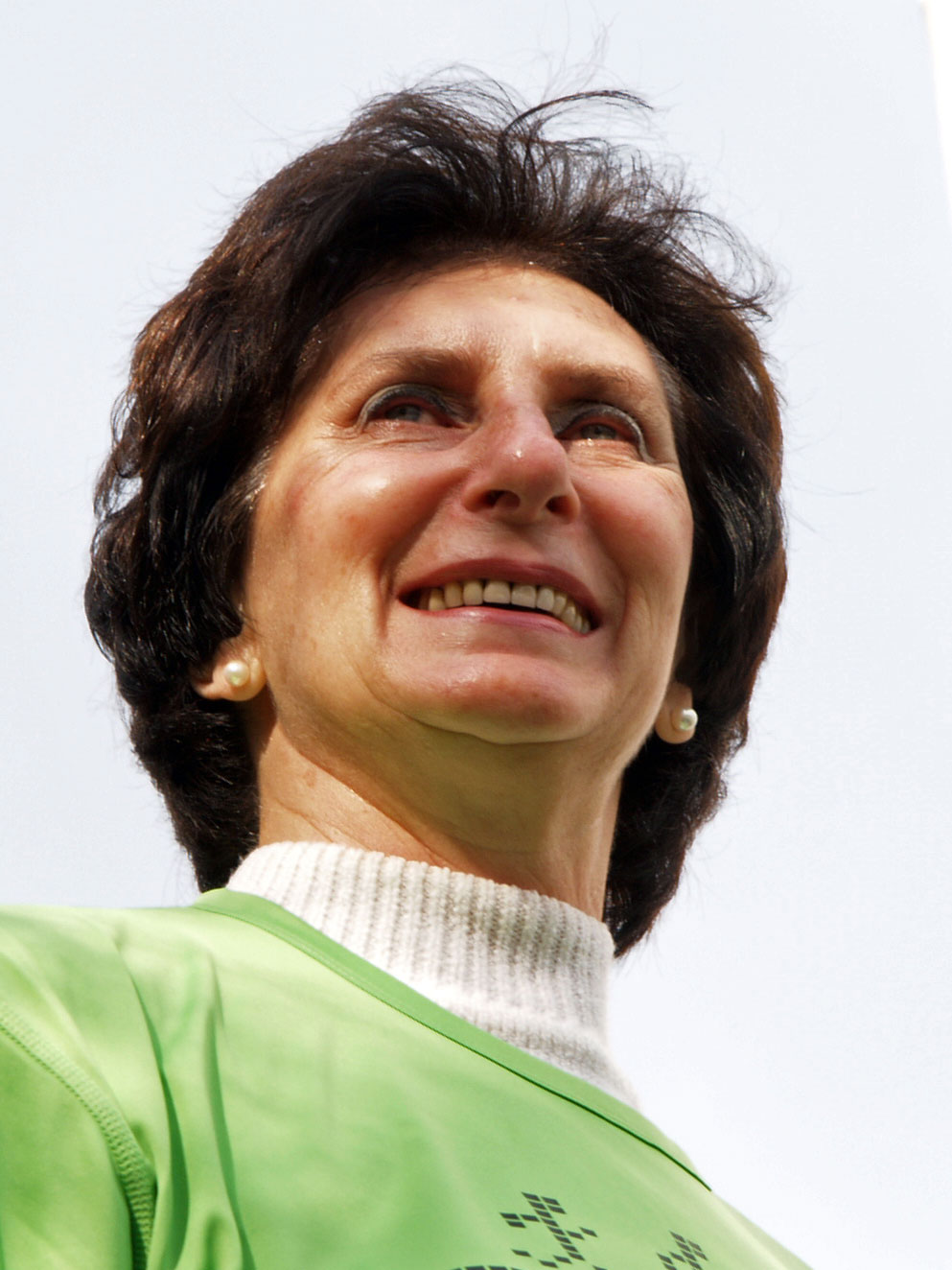
イレーナ・シェビンスカ／6月29日没

- 6月16日 - 高橋研吾、日本の政治家、元秋田県仙南村長（* 1924年?）[102]
- 6月16日 - マーティン・ブレグマン（英語版）、アメリカ合衆国の映画プロデューサー（* 1926年）[103]
- 6月16日 - ゲンナジー・ロジェストヴェンスキー、ロシアの指揮者（* 1931年）[104]
- 6月16日 - リチャード・アレン・グリーンバーグ、アメリカ合衆国のグラフィックデザイナー、視覚効果演出家（* 1947年）[105]
- 6月16日 - 川嶋文信、日本の実業家、元三井物産副社長（* 1952年）[106]
- 6月17日 - 稲山霊芳、日本の宗教家、念法眞教教団三代燈主（* 1925年）[107]
- 6月17日 - 趙南起、中華人民共和国の軍人、人民解放軍上将、第9回全国政治協商会議副主席（* 1927年）[108]
- 6月17日 - ダッチ・レナート（英語版）、アメリカ合衆国のメジャーリーグ審判員（* 1930年）[109]
- 6月17日 - バリー・マクダニエル（英語版）、アメリカ合衆国のオペラ歌手（* 1930年）[110]
- 6月17日 - 菊地豊、日本の政治家、元岩手県衣川村長（* 1932年）[111]
- 6月17日 - 猿若吉代、日本の日本舞踊家（* 1933年）[112]
- 6月17日 - ビリー・コナーズ（英語版）、アメリカ合衆国のNBA選手・コーチ（* 1941年）[113]
- 6月17日 - レベッカ・パリス（英語版）、アメリカ合衆国のジャズ歌手（* 1951年）[114]
- 6月17日 - キム・テホ（朝鮮語版）、大韓民国のコメディアン（* 1967年）[115]
- 6月18日 - ウォルター・バー（英語版）、アメリカ合衆国のサッカー選手、元サッカーアメリカ合衆国代表、1950 FIFAワールドカップアメリカ代表メンバー（* 1927年）[116]
- 6月18日 - 樫尾和雄、日本の実業家、カシオ計算機共同創業者（* 1929年）[117]
- 6月18日 - 富塚陽一、日本の政治家、元山形県鶴岡市長（* 1931年）[118]
- 6月18日 - 加藤剛、日本の俳優（* 1938年）[119]
- 6月18日 - 渡邊博、日本の哲学者、中央大学教授（* 1947年）[120]
- 6月18日 - ビッグバン・ベイダー、アメリカ合衆国のプロレスラー（* 1955年）[121]
- 6月18日 - ジミー・ウォポ（英語版）、アメリカ合衆国のラッパー（* 1997年）[122]
- 6月18日 - XXXテンタシオン、アメリカ合衆国のラッパー（* 1998年）[123]
- 6月19日 - スタンリー・カヴェル、アメリカ合衆国の哲学者（* 1926年）[124]
- 6月19日 - 藤原智子、日本の映画監督、ドキュメンタリー作家（* 1932年）[125]
- 6月19日 - セルジオ・ゴネーラ、イタリアのサッカー審判員（* 1933年）[126]
- 6月19日 - エリサベト・ア・ダンマーク、デンマークの王女（* 1935年）[127]
- 6月19日 - ローレル・サイモン（英語版）、アメリカ合衆国のソウルミュージック歌手（* 1943年）[128]
- 6月19日 - ヒューバート・グリーン、アメリカ合衆国のプロゴルファー（* 1946年）[129]
- 6月19日 - 宇佐美敏晴、日本のプロ野球選手（* 1947年）[130]
- 6月19日 - バンシ・キンテロス（英語版）、スペインのキーボード奏者、Growling Mad Scientists（英語版）メンバー（* 1976年）[131]
- 6月20日 - ピーター・トムソン、オーストラリアのプロゴルファー（* 1929年）[132]
- 6月20日 - ロバート・ギルピン、アメリカ合衆国の国際政治経済学者、プリンストン大学教授（* 1930年）[133]
- 6月20日 - 友吉唯夫、日本の医学者、滋賀医科大学名誉教授（* 1932年）[134]
- 6月20日 - 南奎雲、日本の書家、毎日書道展審査会員（* 1936年）[135]
- 6月20日 - デイヴィッド・ビアンコ（英語版）、アメリカ合衆国の音楽プロデューサー（* 1954年）[136]
- 6月21日 - 厳寄洲（英語版）、中華人民共和国の映画監督（* 1917年）[137]
- 6月21日 - 大野満、日本の実業家、元東栄信用金庫理事長（* 1926年?）[138]
- 6月21日 - フェリツィア・ランガー（英語版）、イスラエル出身のドイツの弁護士、人権派活動家（* 1930年）[139]
- 6月21日 - 山崎和國、日本の彫刻家（* 1934年）[140]
- 6月21日 - チャールズ・クラウトハマー、アメリカ合衆国のコラムニスト、評論家、ピューリッツァー賞受賞者（* 1950年）[141]
- 6月22日 - 石川栄世、日本の病理学者、東京慈恵会医科大学名誉教授（* 1921年）[142]
- 6月22日 - ニェルシュ・レジェー（ハンガリー語版）、ハンガリーの政治家、元財務大臣、元ハンガリー社会主義労働者党政治執行委員会議長（* 1923年）[143]
- 6月22日 - 小出忠孝、日本の医学者、元愛知学院大学学長（* 1931年）[144]
- 6月22日 - ディック・ライシュ（英語版）、アメリカ合衆国のLGBT権利活動家（* 1935年）[145]
- 6月22日 - 多田俊文、日本の教育学者、東京学芸大学名誉教授（* 1936年）[146]
- 6月22日 - ディアナ・ランド（英語版）、アメリカ合衆国の女優（* 1937年）[147]
- 6月22日 - ハリナ・アシュキエロビッチ、ポーランドのバレーボール選手（* 1947年）[148]
- 6月22日 - ジェフリー・オリエマ（英語版）、ウガンダのミュージシャン（* 1953年）[149]
- 6月22日 - ヴィニー・ポール、アメリカ合衆国のドラマー、パンテラ・ダメージプラン・ヘルイェーメンバー（* 1964年）[150]
- 6月23日 - ドナルド・ホール（英語版）、アメリカ合衆国の詩人（* 1923年）[151]
- 6月23日 - 金鍾泌[152]、大韓民国の政治家、第11代・第31代国務総理（* 1926年）[153]
- 6月23日 - ファン・フイ・レ、ベトナムの歴史学者（* 1934年）[154]
- 6月24日 - 中沖豊、日本の政治家、元富山県知事（* 1927年）[155]
- 6月24日 - フランク・ハート（英語版）、アメリカ合衆国のコンピュータ技師、IMP開発者（* 1929年）[156]
- 6月24日 - ジャック・サーデ（英語版）、レバノン出身のフランスの実業家、CMA CGM創業者（* 1937年）[157]
- 6月24日 - スタンリー・アンダーソン、アメリカ合衆国の俳優（* 1939年）[158]
- 6月24日 - 三木善彦、日本の臨床心理学者、大阪大学名誉教授（* 1941年）[159]
- 6月24日 - コンスタンス・アダムス（英語版）、アメリカ合衆国の建築家、トランスハブ開発者（* 1964年）[160]
- 6月24日 - Hagex、日本のブロガー（* 1976年）[161]
- 6月25日 - ヨシ・カワノ（英語版）、アメリカ合衆国の球団職員、シカゴ・カブスクラブハウス・マネージャー（* 1921年）[162]
- 6月25日 - デイヴィッド・ゴールドブラット（英語版）、南アフリカ共和国の報道写真家（* 1930年）[163]
- 6月25日 - 長野祐也、日本の政治家、政治評論家、元自由民主党衆議院議員（* 1939年）[164]
- 6月25日 - リチャード・ハリソン（英語版）、アメリカ合衆国の古物商、アメリカお宝鑑定団ポーンスターズ出演者（* 1941年）[165]
- 6月25日 - 柏原正之、日本の政治家、元兵庫県加西市長（* 1942年）[166]
- 6月26日 -  名和宏、日本の俳優（* 1932年）[167]
- 6月26日 - アンリ・ナンフィ（英語版）、ハイチの政治家、第35代大統領（* 1932年）[168]
- 6月26日 - ボー・ニルソン（英語版）、スウェーデンの作曲家（* 1937年）[169]
- 6月26日 - ビッグ・ビル・ビソネット（英語版）、アメリカ合衆国のジャズトロンボーン奏者（* 1937年）[170]
- 6月26日 - ジェニファー・ウェルズ、アメリカ合衆国のポルノ女優（* 1937年）[171]
- 6月26日 - フィル・ロジャース（英語版）、アメリカ合衆国のプロゴルファー（* 1938年）[172]
- 6月26日 - 辰巳渚、日本の文筆家、考現学者（* 1965年）[173]
- 6月27日 - ジョセフ・ジャクソン、アメリカ合衆国の元ミュージシャン、マイケル・ジャクソンの父（* 1928年）[174][175]
- 6月27日 - 南衛、日本の政治家、元和歌山県かつらぎ町長（* 1935年または1936年）[176]
- 6月27日 - 馬場有、日本の政治家、福島県浪江町長（* 1948年）[177]
- 6月27日 - スティーブ・ソト（英語版）、アメリカ合衆国のパンクミュージシャン、アドレスセント（英語版）、エージェント・オレンジ（英語版）メンバー（* 1963年）[178]
- 6月28日 - ドメニコ・ロズールド（イタリア語版）、イタリアのマルクス主義哲学者、歴史家（* 1941年）[179]
- 6月28日 - ハーラン・エリスン、アメリカ合衆国のSF作家、脚本家（* 1937年）[180]
- 6月28日 - 坂本廣子、日本の料理研究家（* 1946年）[181]
- 6月28日 - デニス・アキヤマ、カナダの俳優、声優（* 1952年）[182]
- 6月28日 - エリシャ・オベド、バハマのプロボクサー、元WBC世界ジュニアミドル級王者（* 1952年）[183]
- 6月28日 - アブドゥル・カディル（英語版）、ガイアナの政治家、元リンデン市長、2007年JFK空港襲撃未遂事件（英語版）首謀者の1人（* 1954年）[184]
- 6月29日 - フランツ・バイヤー、ドイツのヴィオラ奏者、音楽学者（* 1922年）[185]
- 6月29日 - アルビド・カールソン、スウェーデンの薬理学者、ノーベル生理学・医学賞受賞者（* 1923年）[186]
- 6月29日（遺体発見日） - スティーブ・ディッコ、アメリカ合衆国の漫画家（* 1927年）[187]
- 6月29日 - 加瀬五郎、日本の政治家、元千葉県旭市長（* 1931年）[188]
- 6月29日 - リリアン・モンテベッチ（英語版）、フランスの女優、バレリーナ、トニー賞受賞者（* 1932年）[189]
- 6月29日 - ユージーン・ピット（英語版）、アメリカ合衆国のR&B歌手、ザ・ジャイヴ・ファイヴ（英語版）リードボーカル（* 1937年）[190]
- 6月29日 - 姫野昌子、日本の日本語教育学者、東京外国語大学名誉教授（* 1939年）[191]
- 6月29日 - デリック・オコナー、アイルランドの俳優（* 1941年）[192]
- 6月29日 - 松崎公昭、日本の政治家、元衆議院議員（* 1943年）[193]
- 6月29日 - イレーナ・シェビンスカ、ポーランドの陸上競技選手、1964年東京（4×100mリレー）・1968年メキシコシティー（200m）・1976年モントリオールオリンピック（400m）金メダリスト（* 1946年）[194]
- 6月29日 - ボング・ダゾ、フィリピンの漫画家（* 1962年）[195]
- 6月29日 - マット・カポテリ（英語版）、アメリカ合衆国のプロレスラー、タフイナフIII優勝者（* 1979年）[196]
- 6月30日 - 上畠力、日本の声楽家、大阪教育大学名誉教授（* 1936年）[197]
- 6月30日 - ホセ・アントニオ・サルドゥア、スペインのサッカー選手、元サッカースペイン代表（* 1941年）[198]
- 6月30日 - 西上好彦、日本の囲碁棋士（* 1941年）[199]
- 6月30日 - スモーク・ドーグ（英語版）、カナダのラッパー（* 1996年）[200]